# 2022年環台軍事演練
2022年環台軍事演練是指因8月2日美國眾議院議長裴洛西訪台、艾德·马基率国会代表团、以及其他國家同時期访台行動，中國人民解放軍以軍事演訓名義在臺灣周圍展開的一系列军事活动，演訓代號是「多兵种联合战备警巡和实战化演练 」。實彈射擊區域涵盖中華民國實際控制區的內水與領海範圍内，以及日本專屬經濟區海域。解放軍並首度出現於台灣本島東岸附近操訓，軍艦、軍機均跨越海峽中線。
中华人民共和国国防部官网转述央视新闻称中国人民解放军重要军事演训行动。根據媒体對情勢的看法，名称則有环岛军演、环台军演、锁台军演，有部分媒体和学者将其称为第四次台海危机。

## 背景与起因
在两岸分治后，初期中華民國空軍掌控中国东南地区和台湾海峡的制空权，中華民國军机更多次深入中国大陆地区进行高空侦察至1990年代末结束。进入21世纪後，中國人民解放军军力大幅度提升。2000年代初，解放军的飞行训练尚局限于内陆，出海训练的内容也很简单，少有协同。2004年后，解放军开始尝试军机大编队分批出海训练，而台灣方面則在其編隊接近海峡西岸的防空識别區時調派軍機升空監控。

### 前期
7月25日至7月29日，台湾方面舉行萬安45號演習和漢光38號演習举行實彈演習部分。因應烏克蘭戰事而擴大演練，也是应对未來解放军的导弹袭击做准备，及对解放军在东部海域和空域以及海军、空军及无人机的频繁侵扰做出的反应。
7月26日，美国海军隆納·雷根號航空母艦率领的一个战斗群向北前往南海巡逻。同日，福建龙田机场似已扩建完工，并有改装后的歼-6无人机进驻。
7月27日，广东海事局发布了于29日、30日在琼州海峡西部海域指定范围进行军事演习的禁航公告，28日，发布了于30日在大萬山島东南海域指定范围进行军事演习的禁航公告。
7月28日，中华人民共和国对于佩洛西8月的亚洲行会顺道访问台湾认为是挑衅行为，发出严厉警告，甚至不排除针锋相对的军事行动；美国对华鹰派认为不能让美国的外交决策屈从于北京的恐吓，所以佩洛西必须访台；原本就紧张的中美关系陡然升温，新加坡联合早报社论称佩洛西访台可能致中美双方成骑虎难下之势。同日，中国人民解放军无人机在馬祖列島上空盘旋，中华民国防空部队发信号弹驱离。
7月30日，解放军在福建平潭附近水域实弹射击；至7月31日期间，南部战区、东部战区的海军、空军进行了多个涉及登陆的实战化演练。福建平潭海事局发布航行警告，8时至21时，福建平潭一岐屿附近水域执行实弹射击训练任务，禁止一切船舶进入。具体警戒封锁区域为：25°25′27″N 119°48′15″E / 25.42417°N 119.80417°E、25°21′55″N 119°44′35″E / 25.36528°N 119.74306°E、25°14′45″N 119°48′17″E / 25.24583°N 119.80472°E、25°22′10″N 119°53′27″E / 25.36944°N 119.89083°E四点连线范围内水域。中華民國國防部表示，有关台海周边空域的解放军军机、舰只动态，國军运用联合情报监侦手段，均能全程掌握。同日，美国联邦众议院议长佩洛西出发开始亚太访问之旅。
7月31日，一架运-8反潜机进入台湾西南防空识别区（ADIZ），中華民國空軍派遣空中巡逻兵力应对、广播驱离、防空导弹追踪监控。当天中午，台灣海峽大型巡航救助船「海巡06」輪駛離福建海事局平潭海事監管基地碼頭，開始为期7天的巡航執法活動。
8月1日，中国人民解放军北部战区海軍某艦艇訓練中心組織2艘055型驅逐艦和1艘052D型驅逐艦組成艦艇編隊，開展連續10天的海上訓練，進行了實際使用武器等多個課目訓練。中華人民共和國海事局发布公告，渤海北部及南海部分海域分別於8月1日下午2時及8月2日凌晨0時起，舉行實彈射擊及軍事訓練，禁止船隻進入。当日，4架歼-16进入台湾西南防空识别区（ADIZ）。中国人民解放军东部战区发布称“严阵以待，听令而战，埋葬一切来犯之敌，向着联战胜战前进”，并發布軍演影片。
据《日经亚洲》报导，为了确保佩洛西一行的安全，美军在台湾周围部署的海军力量包括里根号航空母舰，部署在冲绳附近的的黎波里号两栖攻击舰，及部署在日本九州岛南端佐世保市附近的美利坚号两栖攻击舰。飞行追踪网站显示，两架美国空军的HC-130J战斗搜救机已经从阿拉斯加重镇安克雷奇抵达冲绳。陪同它们前来的是多架KC-135同温层加油机。在距离更远的太平洋地区，美国海军的林肯号航空母舰、黄蜂级两栖攻击舰艾塞克斯号和其他36艘军舰，以及3艘潜艇正在夏威夷参加“環太平洋軍事演習”（RIMPAC）。美海军陆战队首支F-35闪电II战斗机中队也部署在林肯号上。
8月2日，多架解放军戰機飛近台海中線，還有海洋測量船、研究船、驅逐艦及伴隨的飛彈護衛艦出現蘭嶼、花蓮外海。美國航空母艦雷根號、飛彈巡洋艦安提坦號、驅逐艦希金斯號、兩棲突擊艦的黎波里號及美利堅號等駛向台灣附近海域。有軍事觀察者發現，解放軍的航空母艦遼寧號、山东号已先後離開山東省、海南省。当日21架次解放軍飞机（8架殲11戰機、10架殲16戰機、1架空警500預警機、1架運9通信對抗機、1架運8電偵機）进入台湾西南防空识别区（ADIZ），但并未穿越台灣海峽中線。東部戰區發布中国人民解放军演練的影片，影片顯示福建省軍區在閩南組織民兵防空實彈射擊，檢驗整體作戰能力，並表示時刻準備戰鬥。
美国、印尼、澳大利亚、新加坡和日本的军事人员也在蘇門答臘西部和廖内群岛作准备，进行8月4日开始为期两週的联合军事演习超级加鲁达盾牌（Super Garuda Shield），目的是彰显自由印太地区的重要性。军事演习也邀请加拿大、法国、印度、马来西亚、韩国、巴布亚新几内亚、东帝汶和英国作为观察员参与。

### 裴洛西訪台
8月2日，美國眾議院議長裴洛西將會於當日晚上抵台的消息已開始流傳，夜间11時許，南希·裴洛西的座機降落臺灣，引發中華人民共和國政府強烈不滿；随即新华社受权中国人民解放军公告：中国人民解放军将于北京时间2022年8月4日12时至7日12时，在台湾岛周围海域和空域，进行重要军事演训行动并组织实弹射击。早間中華民國國防部已發布三軍進入強化戰備整備指導期間，至8月4日12時止。为防範軍演，國防部也已將攻擊權責一律轉交由空軍作戰指揮部、海軍作戰指揮中心與衡山指揮所，國防部強調若遭受解放军攻擊，可立即進行反擊作戰；中華民國交通部表示已制定緊急方案。
晚間开始，中国人民解放军东部战区在台灣周边开展一系列联合军事行动，在台灣本島北部、西南、东南海空域进行联合海空演训，在台湾海峡进行远程火力实弹射击，在台湾岛东部海域组织常导火力试射。东部战区副参谋长顾中表示，本次行动是“针对美和台当局在台湾问题上的危险举动所采取的必要措施”。

## 解放軍軍事演習
新華社受权公告，8月4日至8月7日，中國人民解放軍將在台湾岛周围海域和空域，进行重要军事演训行动并组织实弹射击，具体警戒封锁区域如下：
1. 25°15′26″N 120°29′20″E / 25.25722°N 120.48889°E、24°50′30″N 120°05′45″E / 24.84167°N 120.09583°E、25°04′32″N 119°51′22″E / 25.07556°N 119.85611°E、25°28′12″N 120°14′30″E / 25.47000°N 120.24167°E四点连线范围内水域
2. 26°07′00″N 121°57′00″E / 26.11667°N 121.95000°E、25°30′00″N 121°57′00″E / 25.50000°N 121.95000°E、25°30′00″N 121°28′00″E / 25.50000°N 121.46667°E、26°07′00″N 121°28′00″E / 26.11667°N 121.46667°E四点连线范围内水域
3. 25°34′00″N 122°50′00″E / 25.56667°N 122.83333°E、25°03′00″N 122°50′00″E / 25.05000°N 122.83333°E、25°03′00″N 122°11′00″E / 25.05000°N 122.18333°E、25°34′00″N 122°11′00″E / 25.56667°N 122.18333°E四点连线范围内水域
4. 22°56′00″N 122°40′00″E / 22.93333°N 122.66667°E、23°38′00″N 122°51′00″E / 23.63333°N 122.85000°E、23°38′00″N 123°23′00″E / 23.63333°N 123.38333°E、22°56′00″N 123°09′00″E / 22.93333°N 123.15000°E四点连线范围内水域
5. 21°14′00″N 121°33′00″E / 21.23333°N 121.55000°E、21°33′00″N 121°18′00″E / 21.55000°N 121.30000°E、21°07′00″N 120°43′00″E / 21.11667°N 120.71667°E、20°48′00″N 120°59′00″E / 20.80000°N 120.98333°E四点连线范围内水域
6. 22°43′00″N 119°14′00″E / 22.71667°N 119.23333°E、22°10′00″N 119°06′00″E / 22.16667°N 119.10000°E、21°33′00″N 120°29′00″E / 21.55000°N 120.48333°E、22°09′00″N 120°32′00″E / 22.15000°N 120.53333°E四点连线范围内水域

2022年8月4日起，解放軍海軍、空軍、火箭軍、戰略支援部隊與聯勤保障部隊等兵力，於臺灣北部、西南、東部進行全天候實戰化聯合演訓。對照海圖，這6個海域分布在台灣北部、東北部、西北部、東部、南部及西南部海域，位在台灣海峽、巴士海峽、東海及太平洋等海域，其中高雄外海的演訓區域離琉球嶼僅約9.5公里（5.1海里）。
解放軍稱，本次重點進行聯合封控、對海突擊、對陸打擊、制空作戰等演練。海軍之驅逐艦於特定區域進行實戰化警巡，而海軍航空兵亦派多架次戰機飛抵臺海與臺灣北部空域警戒巡邏。中華民國國防部表示，此為「侵入中華民國領海或鄰接區，危及國際航道，是挑戰國際秩序、破壞臺海現狀、危害區域安全的不理性行為」，並以「備戰不求戰、應戰不避戰」與「不升高衝突」之原則加強戒備。

### 演訓過程

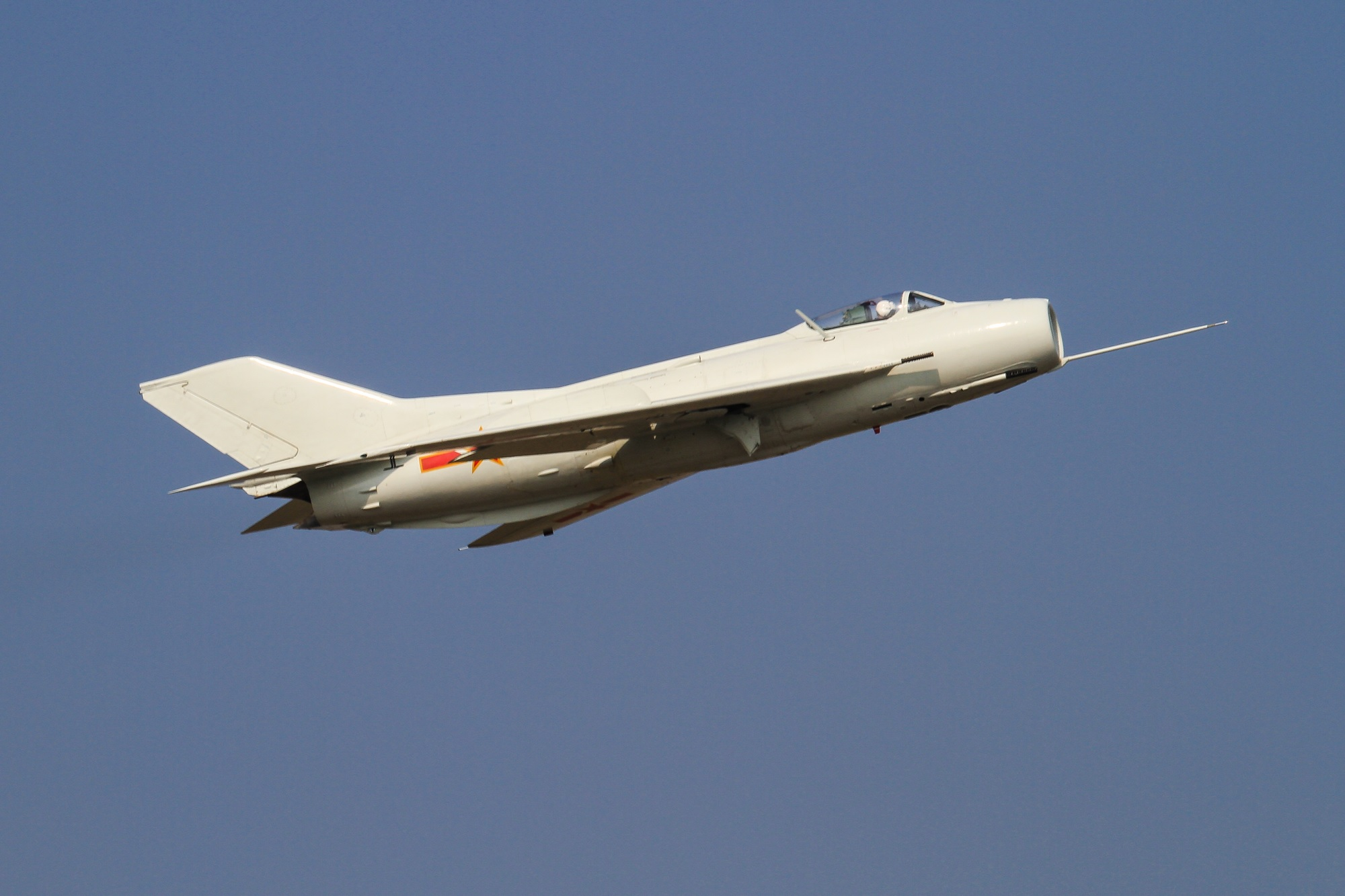
歼-6（改裝無人機）
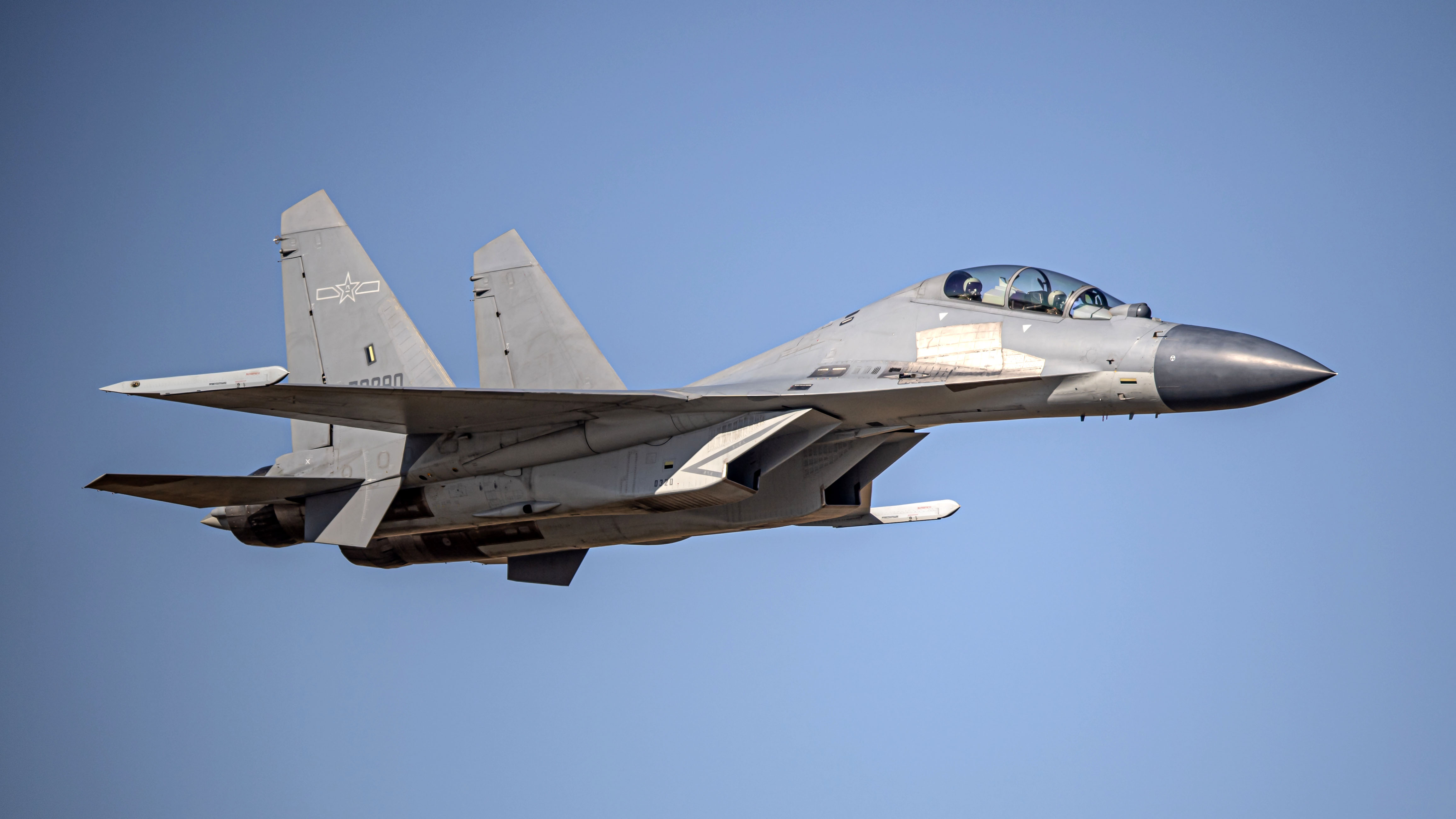
歼-16（同型機）
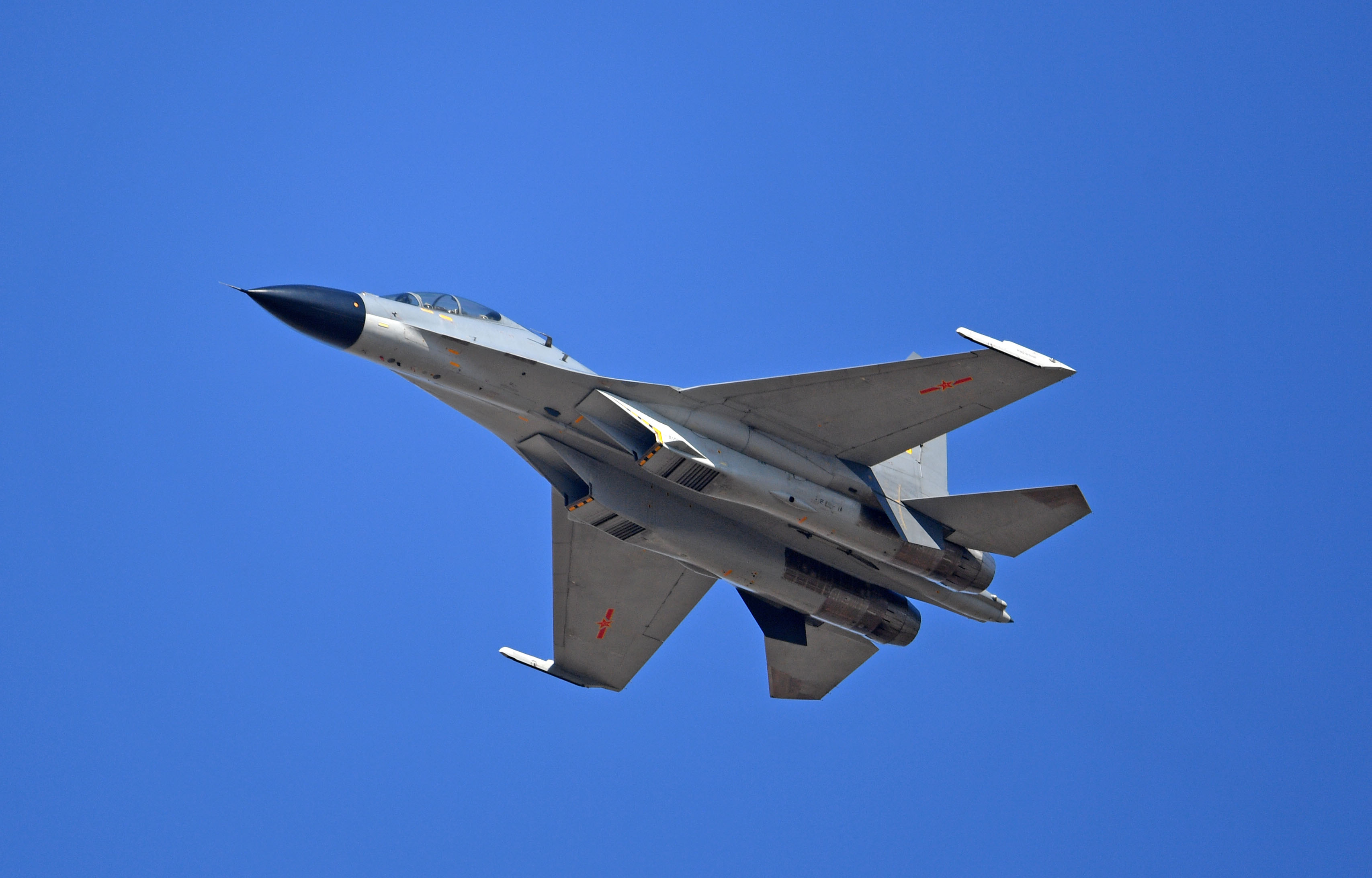
歼-11（同型機）
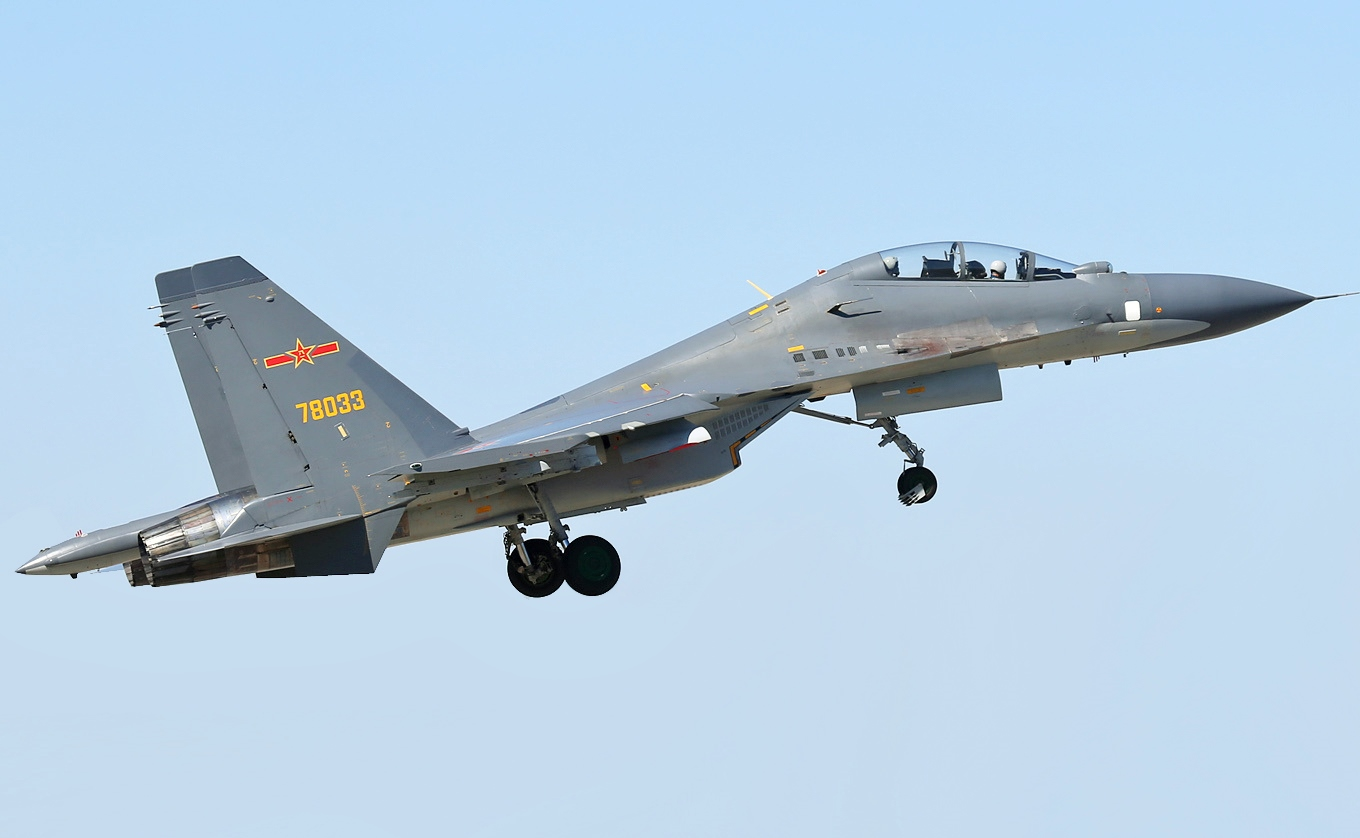
蘇-30（同型機）
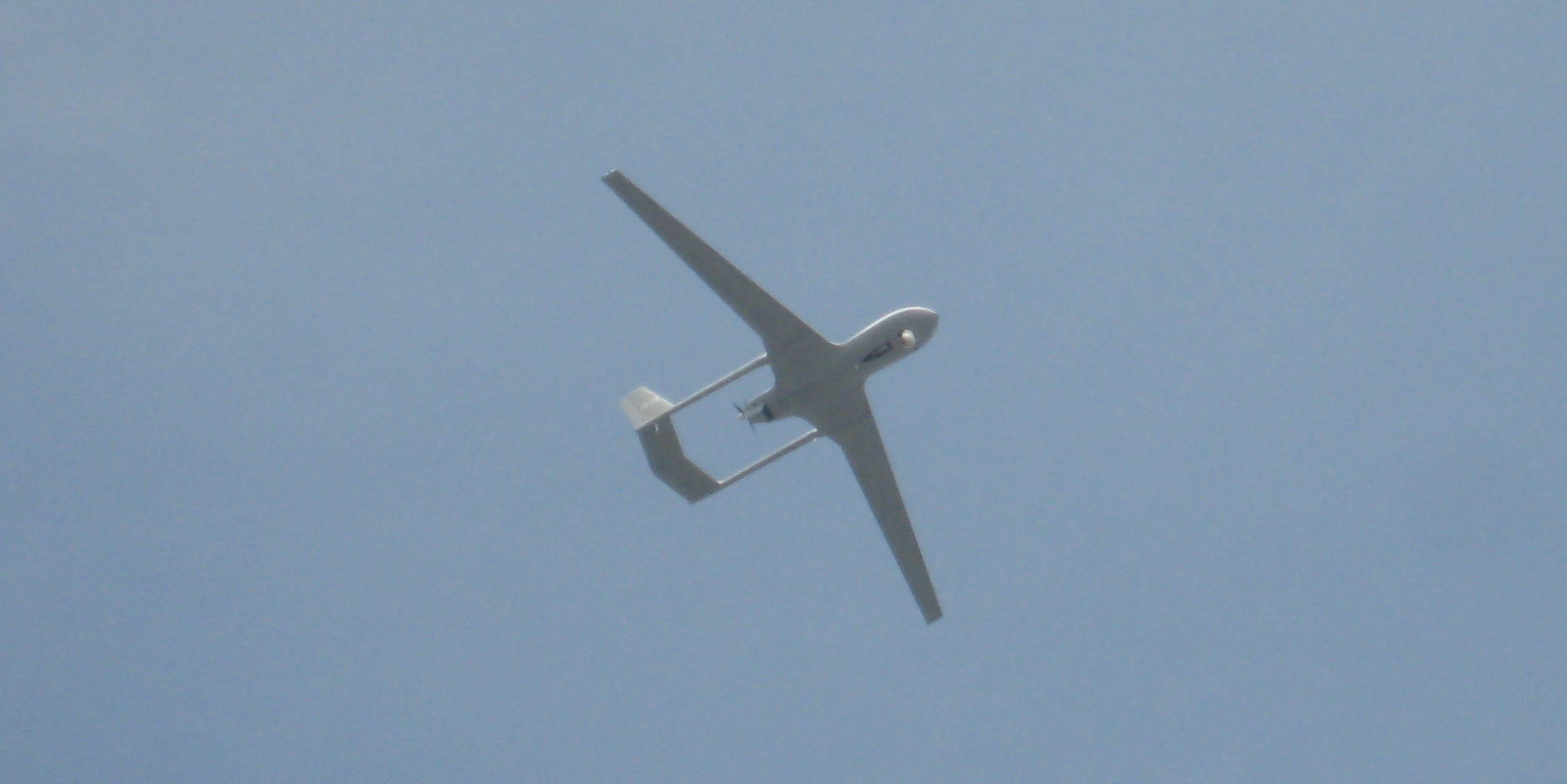
BZK-005（同型機）
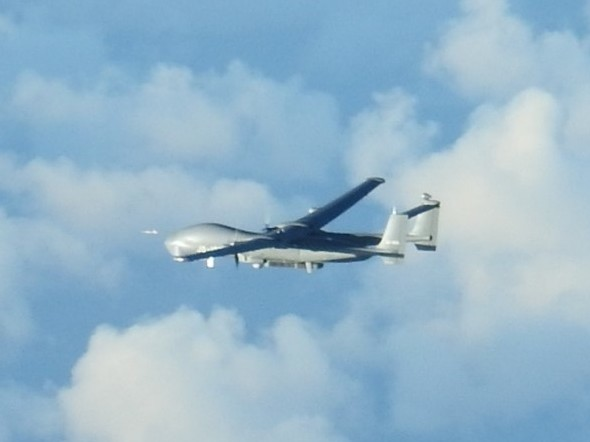
TB-001（英语：Tengden TB-001）（同型機）
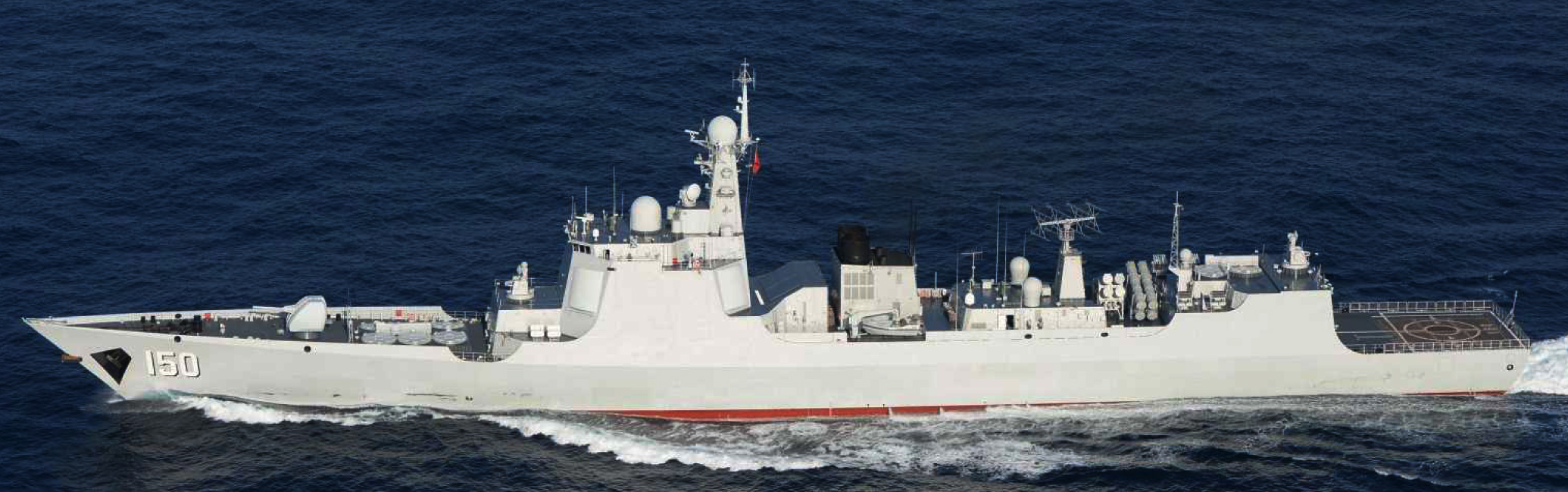
长春号导弹驱逐舰
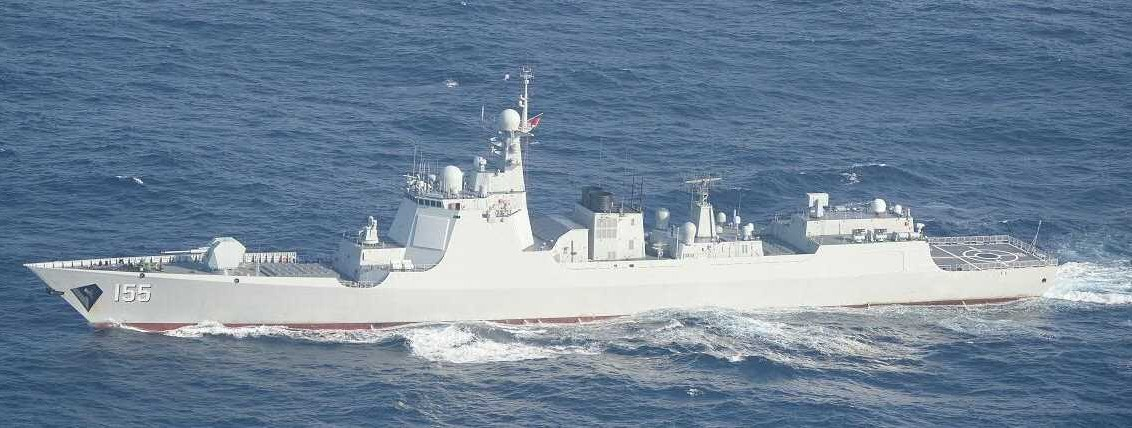
南京号导弹驱逐舰
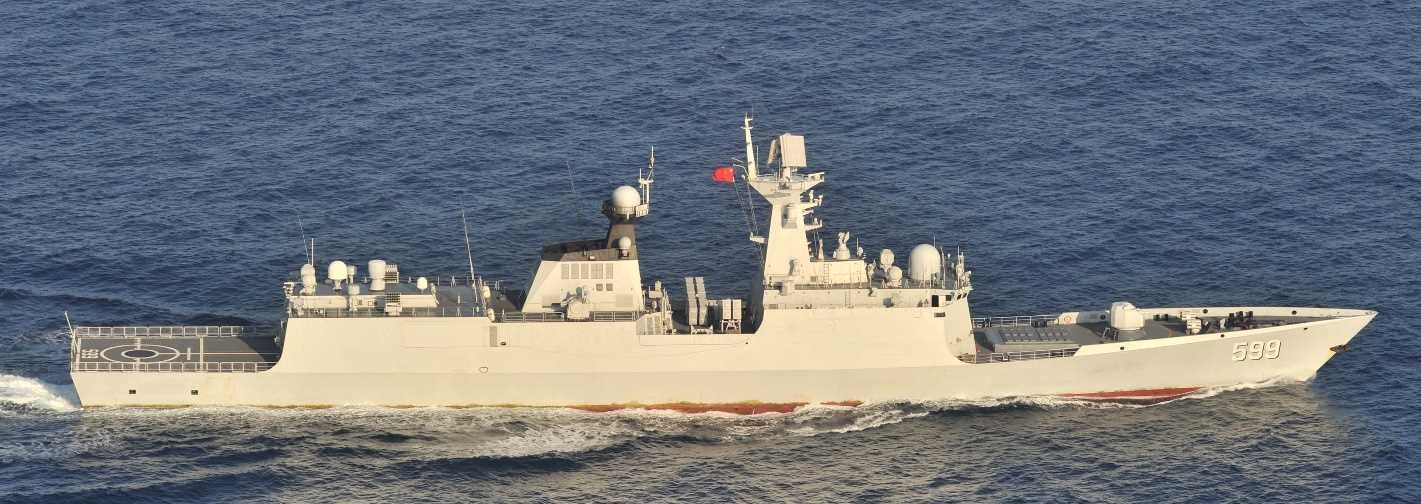
安阳号导弹护卫舰
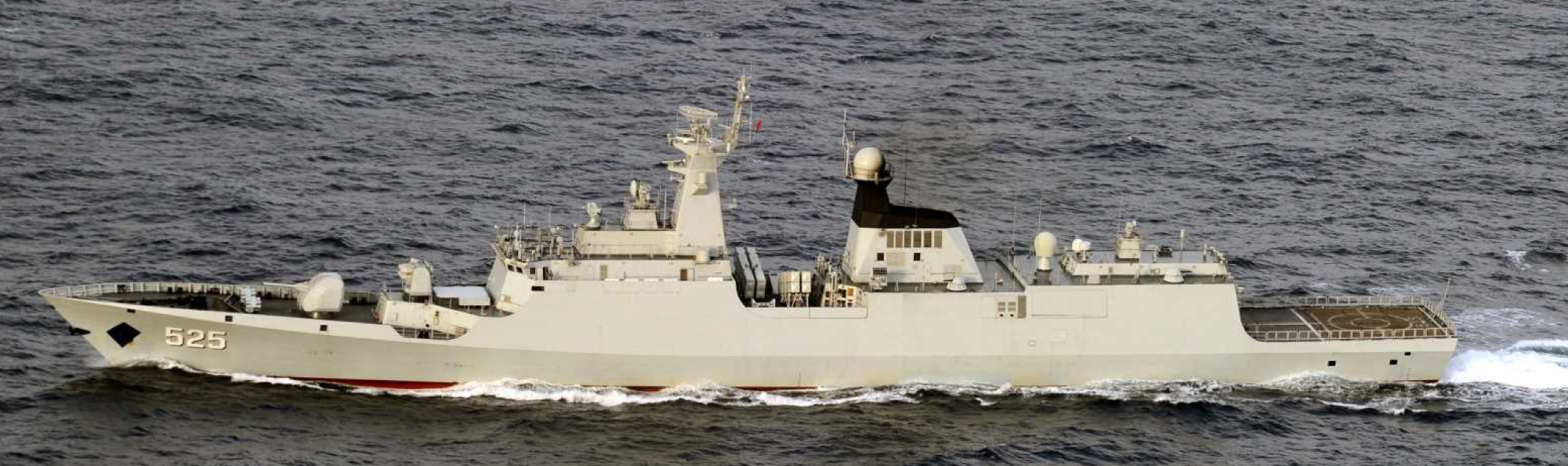
马鞍山号导弹护卫舰
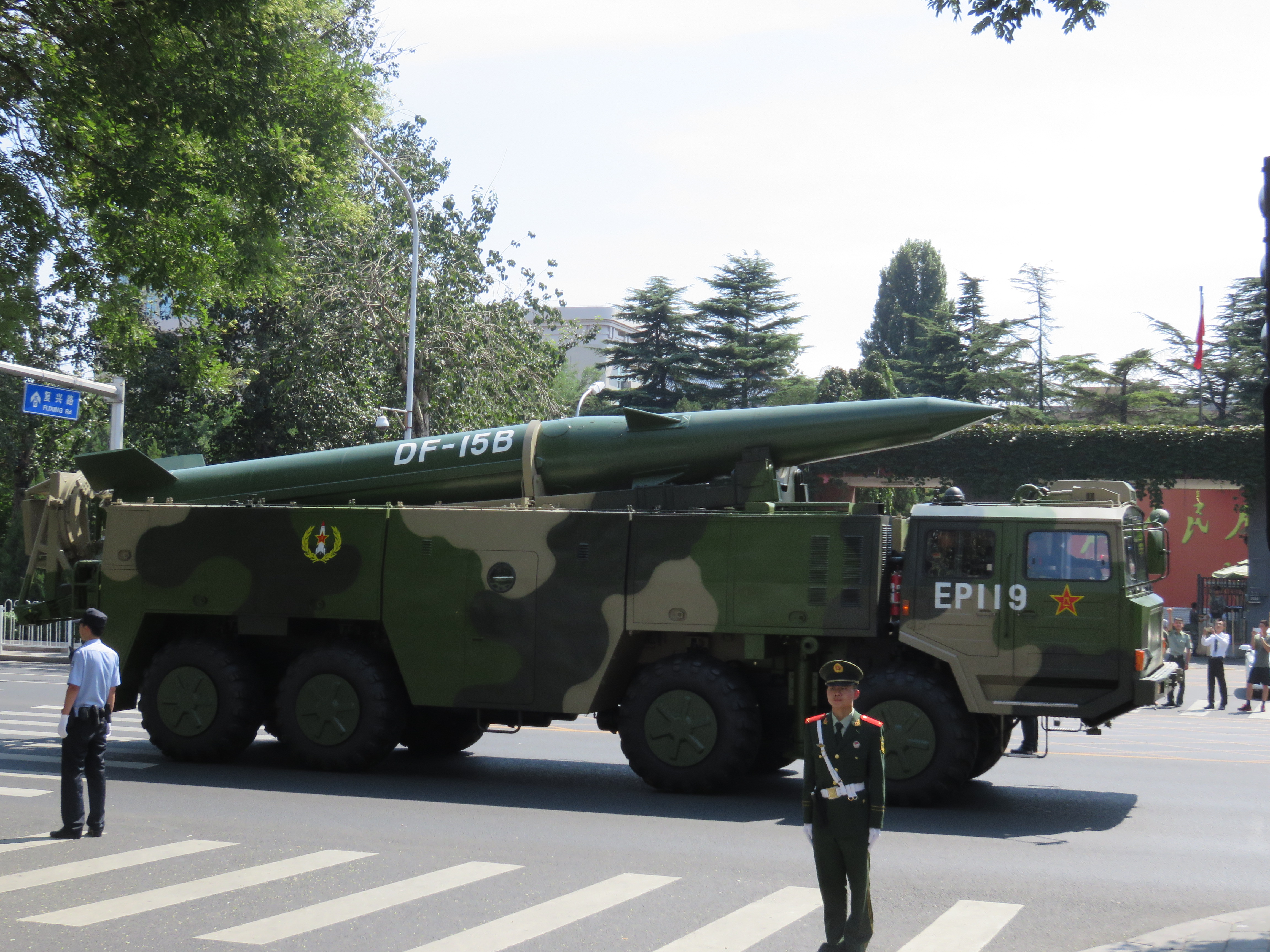
東風-15

#### 演訓前
8月3日早，中華民國國軍表示，監控到凌晨2時花蓮港外37浬，一艘解放軍飛彈驅逐艦，往南航行；凌晨4時蘭嶼東南方45浬，一艘解放軍飛彈驅逐艦，往北航行；空軍方面，8月3日零時起解放軍軍機多批次欲穿越臺灣海峽中線，到約莫凌晨兩點收隊。一直到早上八點解放軍軍機再連續進入台灣北部、西部及西南空域；共有27架戰機（6架殲-16、6架殲11、16架蘇愷30）侵擾台灣防空識別區（ADIZ），其中6架殲11、16架蘇愷30徘徊於海峽中線。國家中山科學研究院3、4日在屏東九鵬基地朝台東外海火砲試射如期進行。
同日晚間，中華民國陸軍金門防衛指揮部(以下簡稱金防部)於金門、北碇等地發現不明飛行器掠過，並研判為無人機。这是继上月28日，解放军两度用无人机战巡马祖以来，金门首度出现无人机进入的状况，並且是金防部首次發射信號彈驅離示警。

#### 演訓期间
8月4日12时，中国人民解放军按原计划演訓正式開始，包括在台湾岛周围的水域和空域进行实弹射击。距離演習海域較遠的花蓮港、和平港的漁船、賞鯨船，及台灣岛内空運均正常作業。中華民國國防部表示，解放軍於下午約13:56起，向台灣北部南部及東部周邊海域，發射11枚東風系列彈道飛彈。路透社報導核實下午2點左右，解放軍在馬祖島附近發射了兩枚導彈。中華民國空軍發布解放軍軍機動態，22架解放军军机穿越台灣海峽中線，其中8架殲11戰機、2架殲16戰機穿越台海中線末端，12架蘇愷30戰機穿越台灣海峽中線中段以北，並以廣播驅離、防空飛彈追監。
4日下午，解放軍東部戰區新闻发言人称，東部戰區火箭軍部隊已對台灣東部外海預定海域，實施多區域、多型號常導火力突擊，導彈全部精準命中目標，任务已圆满完成，解除相關海空域管控。

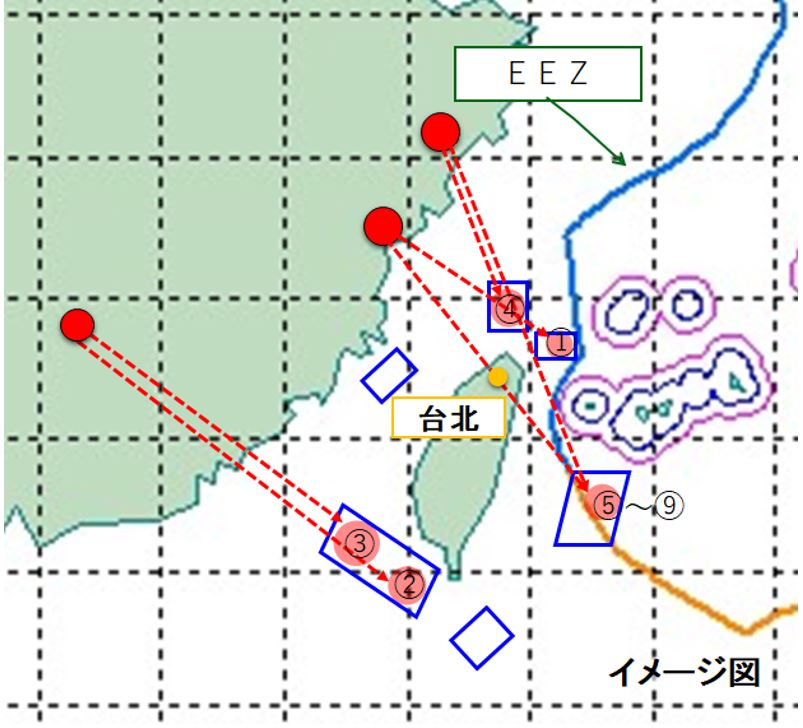
2022年8月4日，防卫省推定的9枚导弹轨迹

日本防卫省于晚间公布日本自卫队监测的中国所发射的9枚东风飞弹细节，推定其中5枚落于日本国专属经济区，并有4枚穿越台湾上方的外太空。一開始中華民國國防部否認有飛彈飛過，但直到日本方面公佈信息後，中華民國國防部才回应称，此次飛彈發射後的主要飛行路徑位於大氣層外，對飛越的廣闊地面區域並無危害，且飛彈防護系統均以落彈點的解算為關鍵，因此未發布防空警報，并因考量情監偵作業能量，決定不公布相關飛行路徑等資訊。但外界对此严厉批评，称其不负责任。這不但是解放軍首次以東風系列導彈飛越台灣上空，也是解放軍第一次對台「環島」的實戰化軍事演習。
5日下午，东部战区海军和空军继续开展实战化联合演训。中華民國陸軍表示，晚上發現4批、7架次無人機進入金門、烈嶼及北碇地區禁限制水域上空。另外歼10战机7架次、歼11战机6架次、歼16战机10架次、苏30战机24架次、运8远程干扰机1架次、以及运8反潜机1架次等飞机突破台湾海峡中线。中華民國空军则派遣空中巡逻兵力应对、广播驱离，并以防空飞弹追监。同日美方也派出了7架軍機，觀察並搜集情報。
6日，東部戰區繼續在台灣島北部、西南、東部海空域進行實戰化聯合演訓。在戰區聯合作戰體系支撐下，戰區海軍出動艦艇、戰機、岸導等任務兵力，重點進行了聯合對陸打擊、對海突擊等課目訓練。中華民國國防部表示，20架次解放军军机、14艘次解放军军舰在台海周邊演習，部分逾越海峽中線，並在東部海域偵獲共艦在與那國島及宜花之間海域，海軍168艦隊基隆級驅逐艦與迪化號巡防艦持續監控南京號飛彈驅逐艦，國防部發布畫面顯示海軍馬公號驅逐艦在東部海域監控解放军海军马鞍山号导弹护卫舰。晚間發現無人機2批3架次，再次進入金門及北碇地區禁限制水域上空。 另外，日本防衛省也派艦對解放軍軍艦進行情報收集與警戒監視。
7日，解放軍於上午9時許就到達陣位，展開演練。當日稍晚，中國中央電視台跟進報導演習直播，由預警機鎖定目標後，在干擾機、殲擊機、海上艦船的支援下，協同遠箱火箭、常規導彈區分多個方向，對預訂地面目標實施「防區外多彈種飽和式聯合精確打擊演練」。东部战区公布的视频显示，疑似解放军军机靠近台北阳明山和淡水河口。在模擬打擊任務完成後，央視指聲稱部隊的實戰任務規劃能力和執行能力，是得到了有效檢驗的。

#### 預定演訓期過後
國家政策研究基金會副研究員揭仲推測，解放軍在此波軍演結束後可能不會停止，不排除會繼續實施具相當強度的武力展示，迫使美國承諾會對政治及軍事交流作出限制。台灣學者林穎佑和陳世民分析認為中共中央總書記習近平為了在中共二十大後順利再次連任中共最高領導人，會持續對台灣施壓，但不會出兵武統。
8月7日原定軍演結束，但中國人民解放軍東部戰區宣布「東部戰區繼續位台島周邊海空域進行實戰化聯合演訓」，繼續位台島周邊海空域進行實戰化聯合演訓，此前大連海事局也在黃海南部、渤海部分海域發出航行警告。
8日中午，東部戰區仍宣布继续联合演训，重点组织联合反潜和对海突击行动。当日晚间，陸軍馬祖防衛指揮部(以下簡稱馬防部)表示發現9個不明光點，掠過南竿禁限制水域上空，駐守部隊即依標準作業程序應處，射擊信號彈示警，持續保持監控及高度警戒，另有1架次無人機進入金門禁限制水域上空。當日，溫約瑟（Joseph.W 約瑟）發布貼文附上成功級艦上官兵交流的訊息截圖，提到5日曾有民船拍攝到中華民國海軍成功級巡防艦攔截中國人民解放軍海軍长春号导弹驱逐舰，稱兩艦最近的距離只有200碼，最後中国军舰向西駛離。
9日中午，東部戰區再宣布继续联合演训，重点组织联合封控和联合保障行动；並公布影片，顯示解放军飞行员巡视澎湖以及海军拍摄台湾东部。
10日，中華民國國防部發布4日起到8日中國人民解放軍圍台影像，其中，中國人民解放軍海軍的马鞍山号导弹护卫舰距中華民國海軍馬公號驅逐艦僅100碼，為兩岸軍艦數十年在台海周遭海域最接近一次。同日下午，东部战区新闻发言人施毅正式表示，东部战区近期联合军事行动成功完成，有效检验部队作战能力。此後，战区部队将監視台海形势变化，持续开展练兵备战，常态组织台海方向战备警巡等等，加長階段軍演結束。

### 後續其他行動

#### 立陶宛官員訪台
8月11日，立陶宛交通及通訊部政務次長愛格涅率團訪問台灣，北京稱將會繼續回應。中華民國國防部表示，解放軍持續在台海周邊活動。

#### 美國亚太小组马基訪台
8月15日，东部战区再次在台湾周边海空域组织多军兵种联合战备警巡和实战化演练。东部战区发布的视频聲稱解放军空军飞行员再次俯瞰澎湖列岛，分析稱應該是回應美国联邦参议院外交委员会亚太小组主席马基（Ed Markey）率团访台。
18日，中華民國總統蔡英文發布影片，從影片中可見，解放軍054A飛彈護衛艦許昌號、安陽號與國軍海軍艦艇在東海岸外近距離監控併航。中華民國海軍高層證實，兩艦最近距離僅24公尺。
26日，东部战区发布视频，展示在台湾周边海域、空域进行演练的情形。

#### 頻率統計
(資料來源：中華民國國防部)

## 國軍軍事防衛

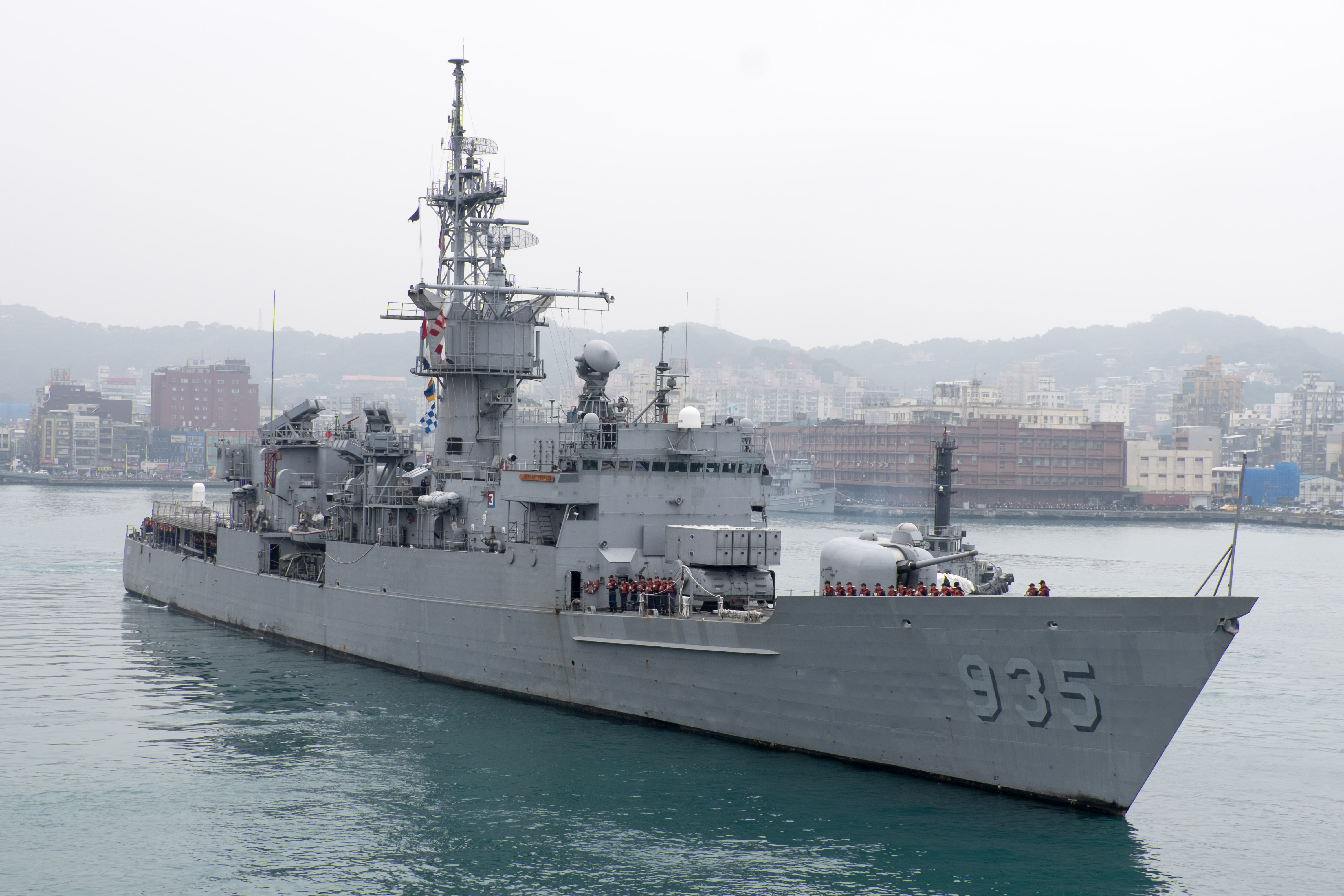
蘭陽號巡防艦
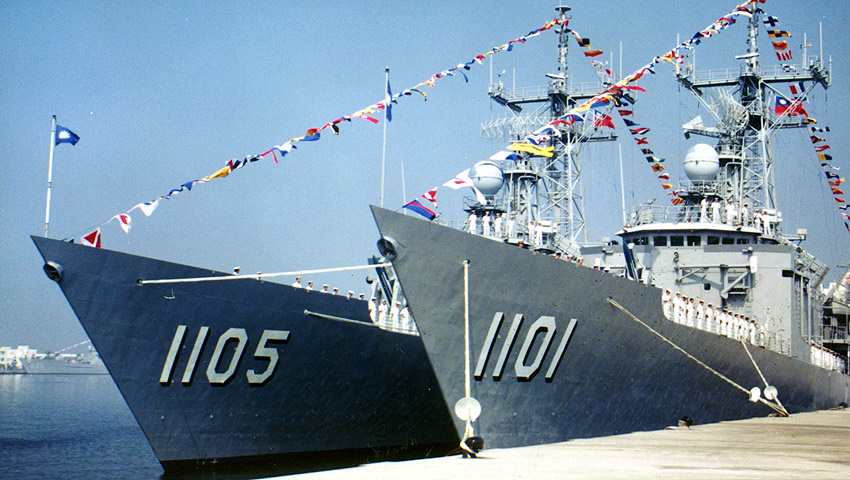
成功級巡防艦
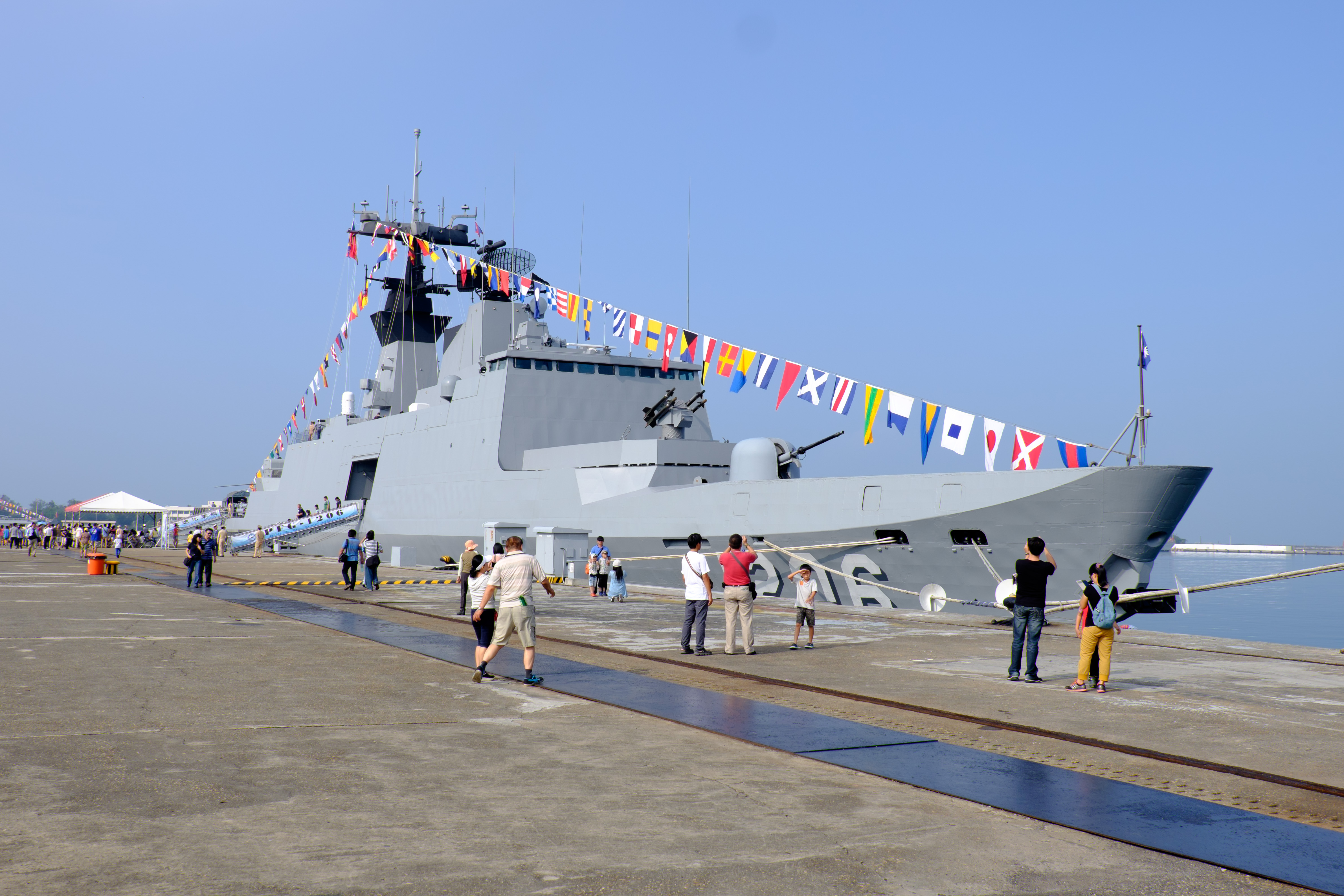
迪化號巡防艦
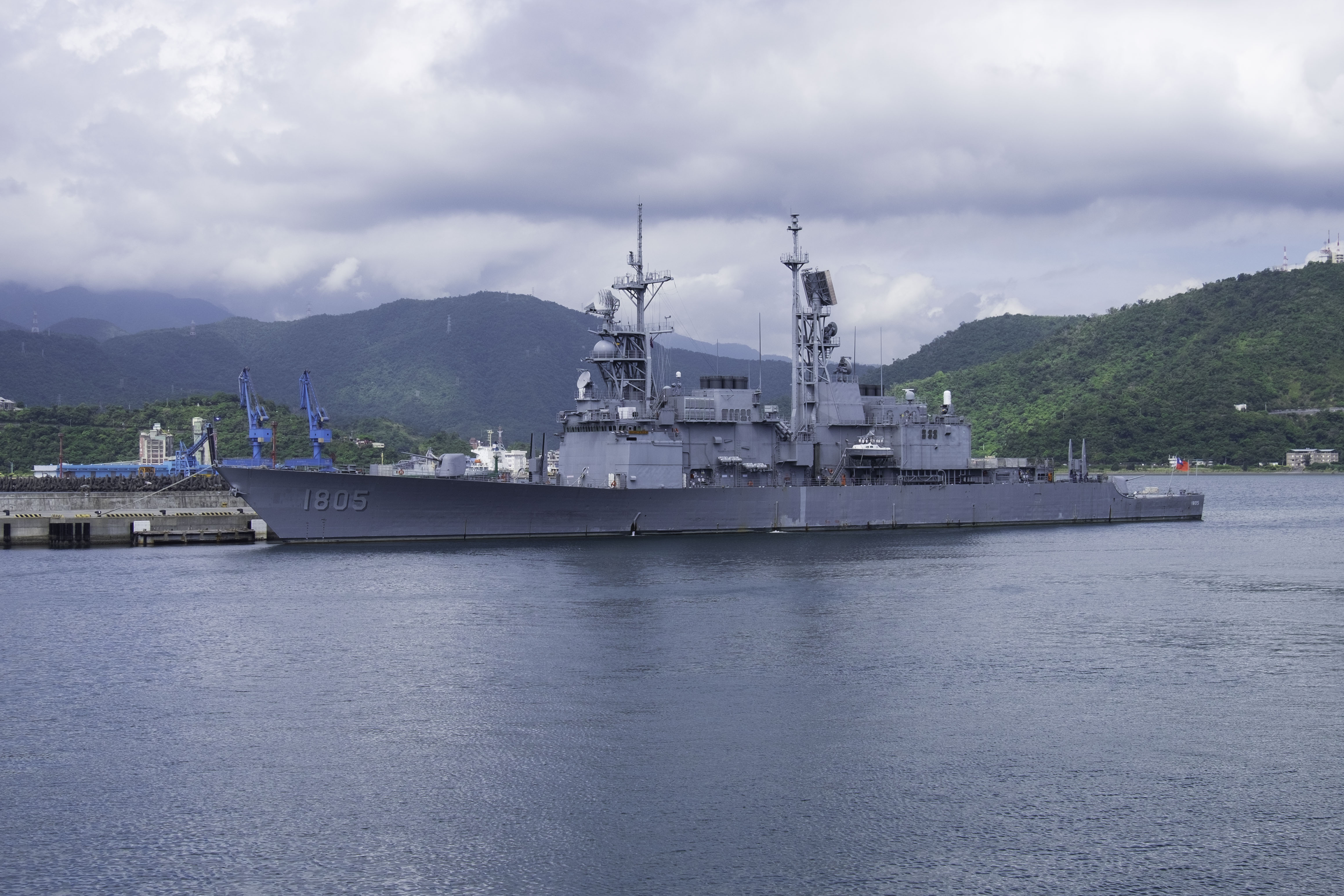
馬公號驅逐艦
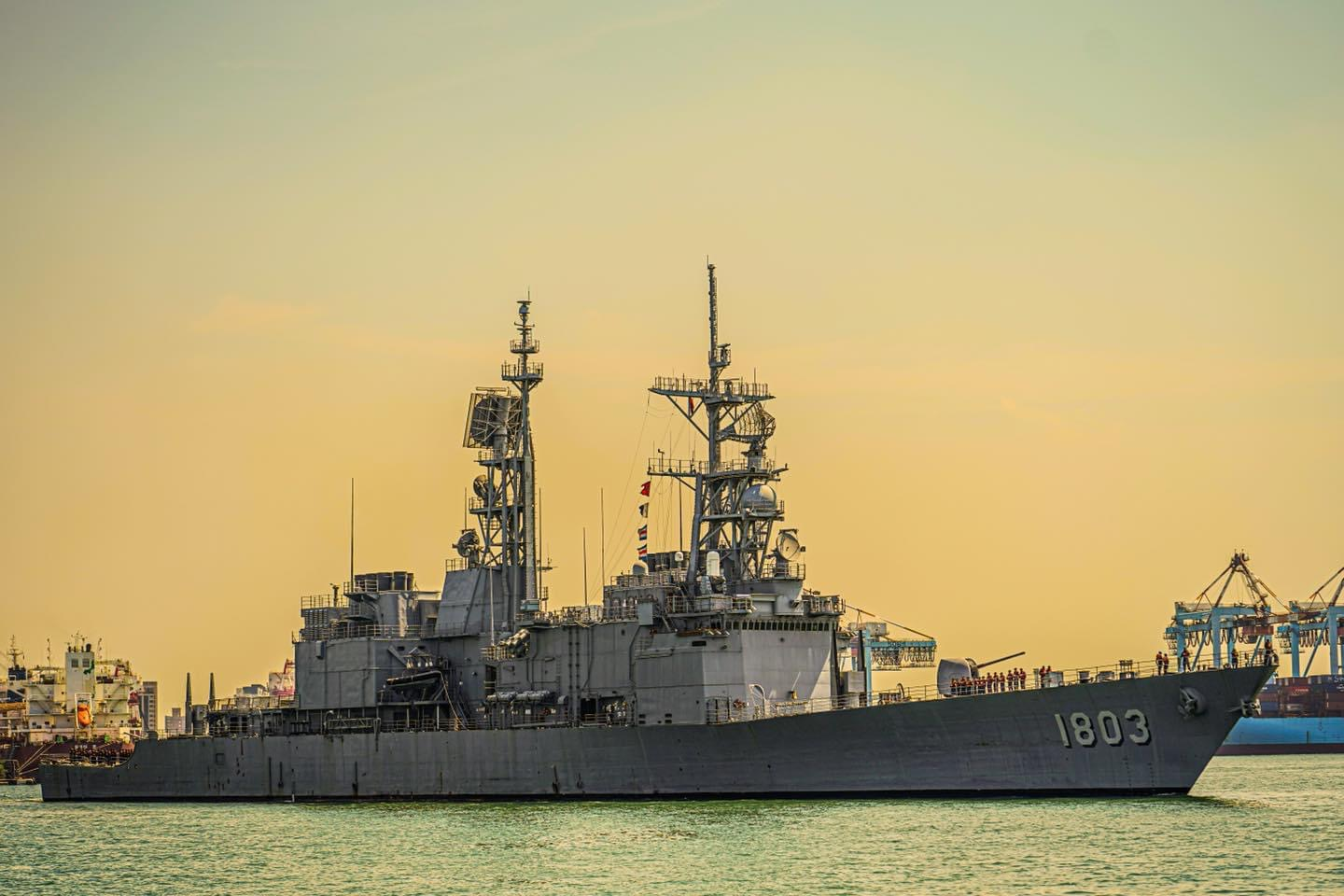
左營號驅逐艦
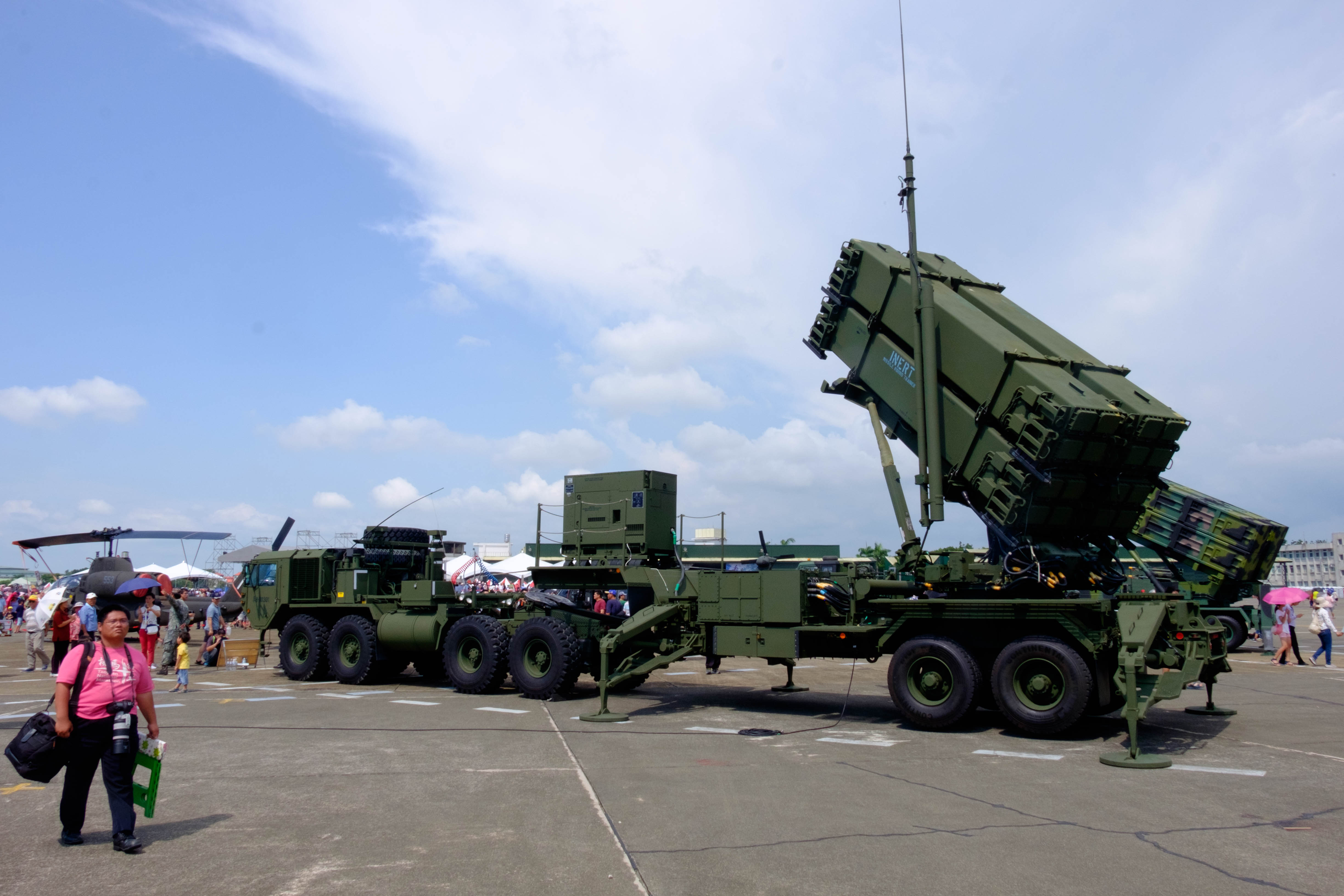
MIM-104F愛國者三型防空飛彈
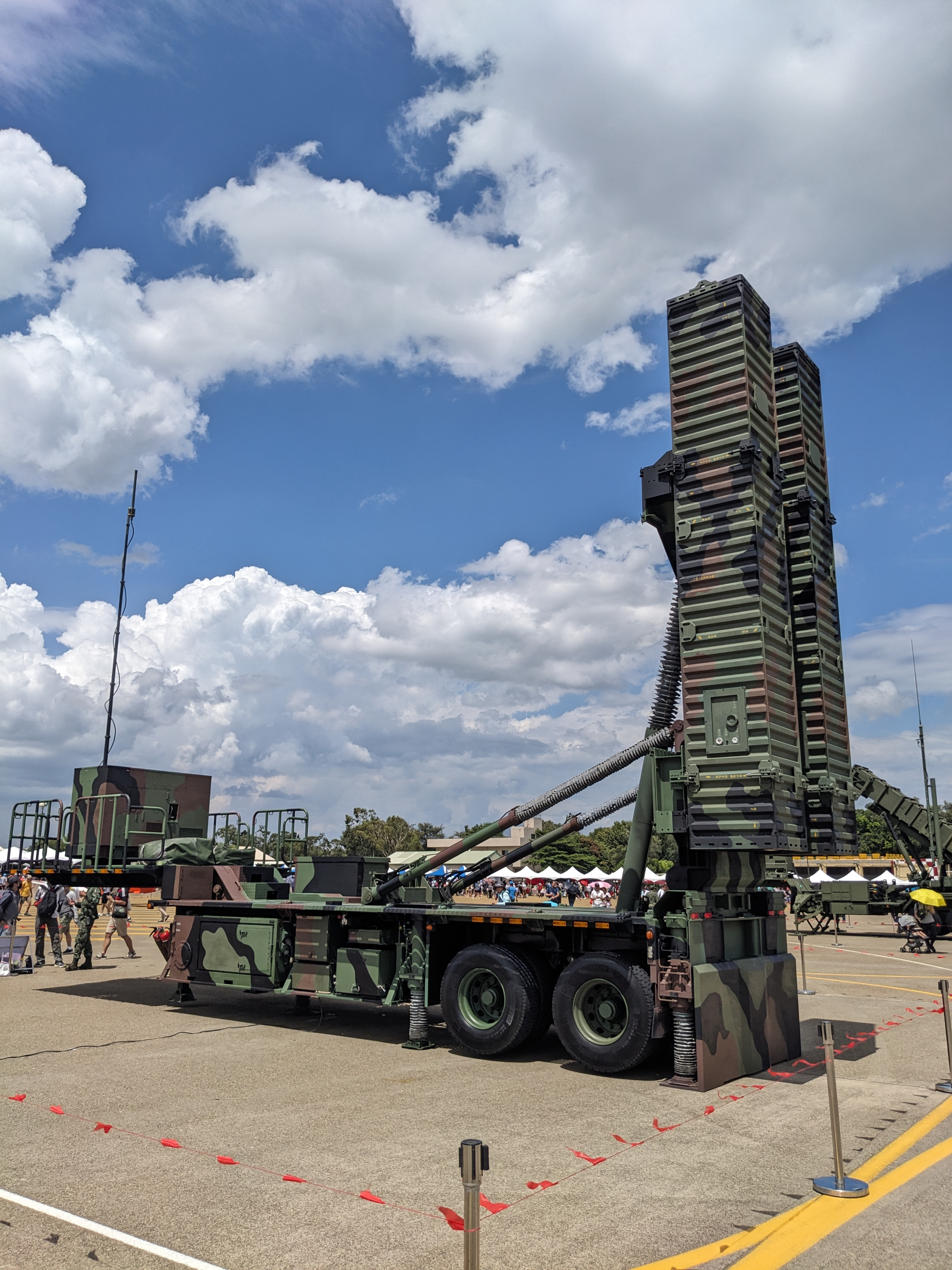
天弓三型防空飛彈
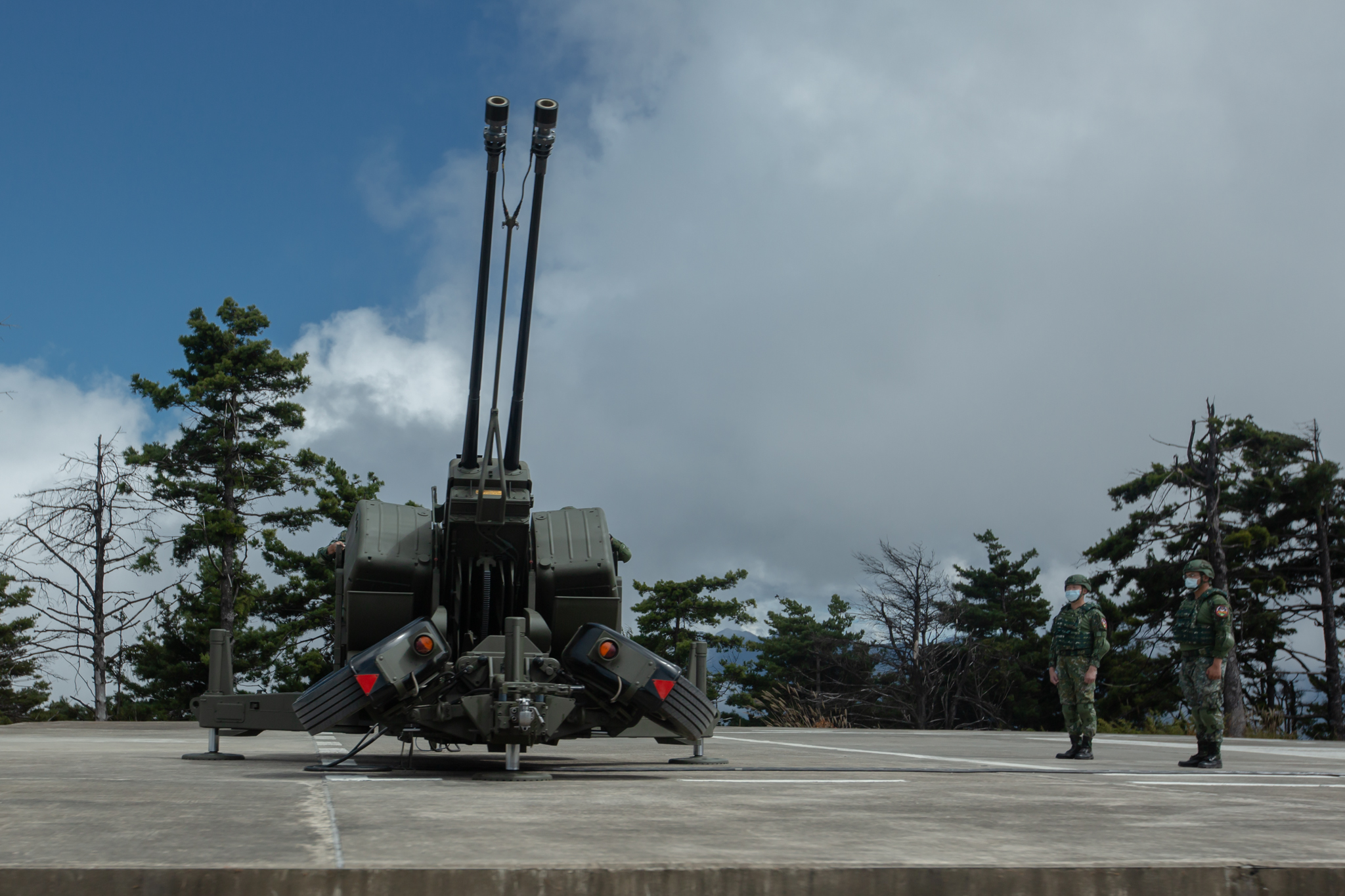
奧瑞岡GDF-006 35公釐雙管高射炮
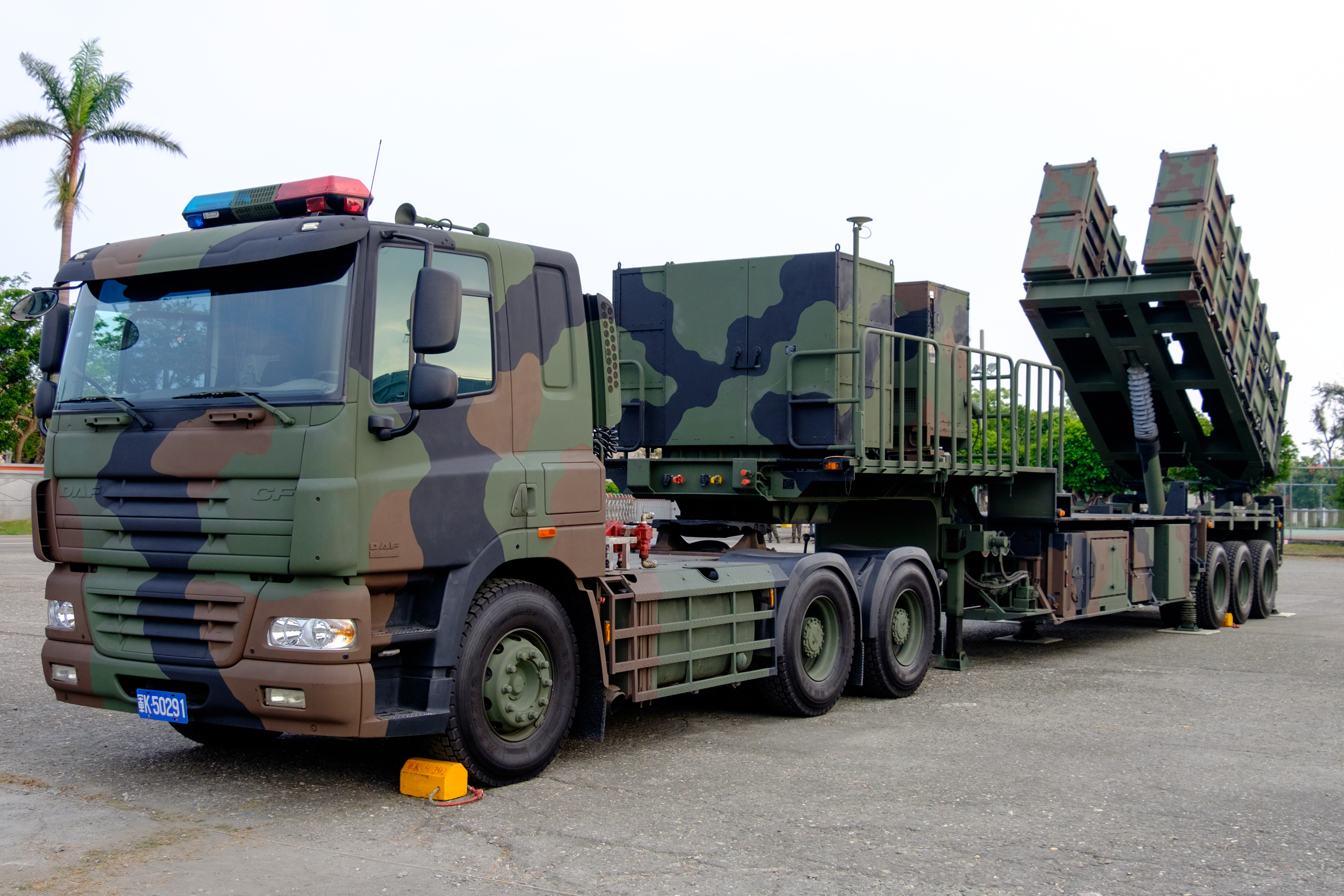
雄風二型反艦飛彈
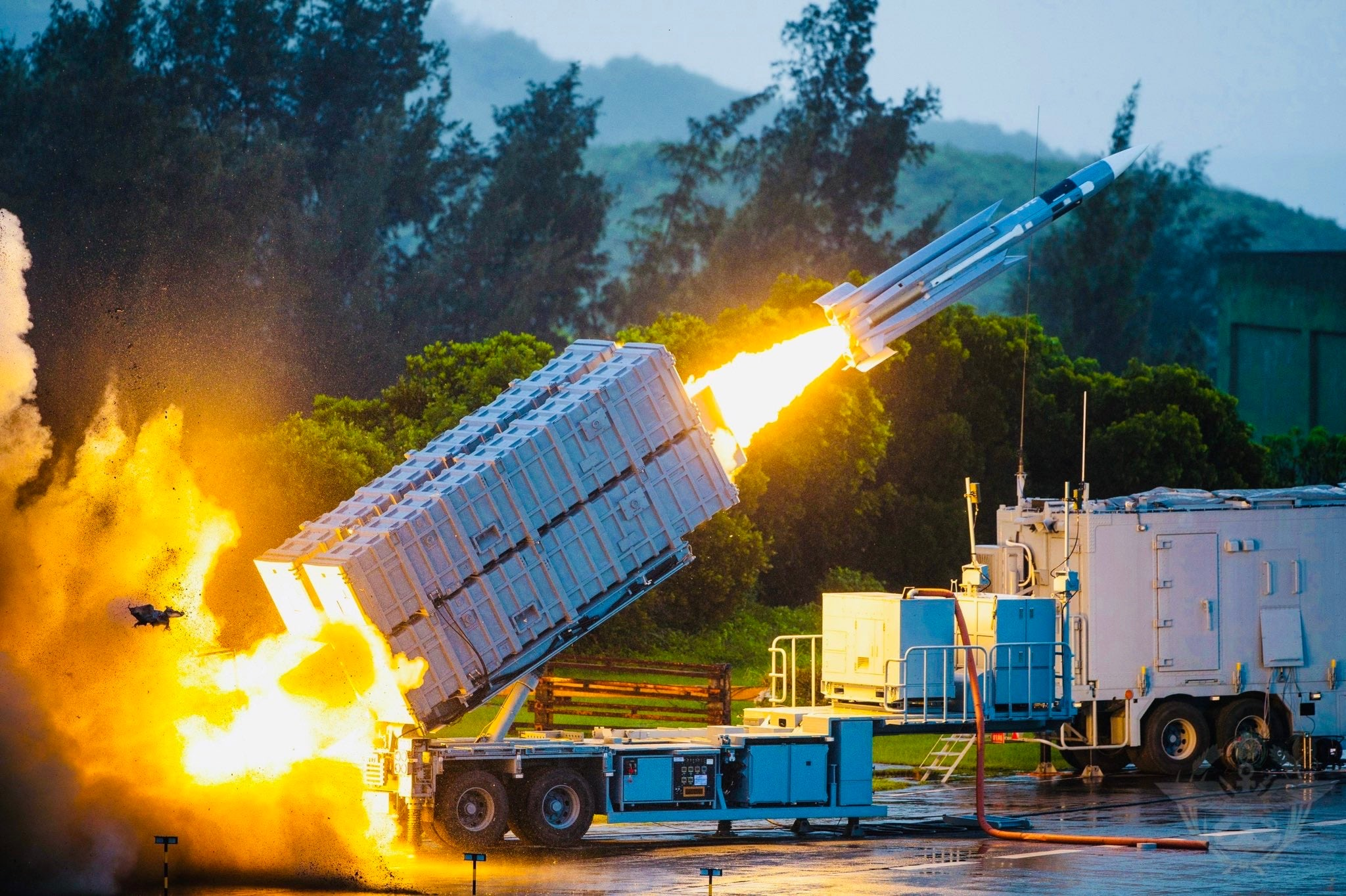
雄風三型反艦飛彈
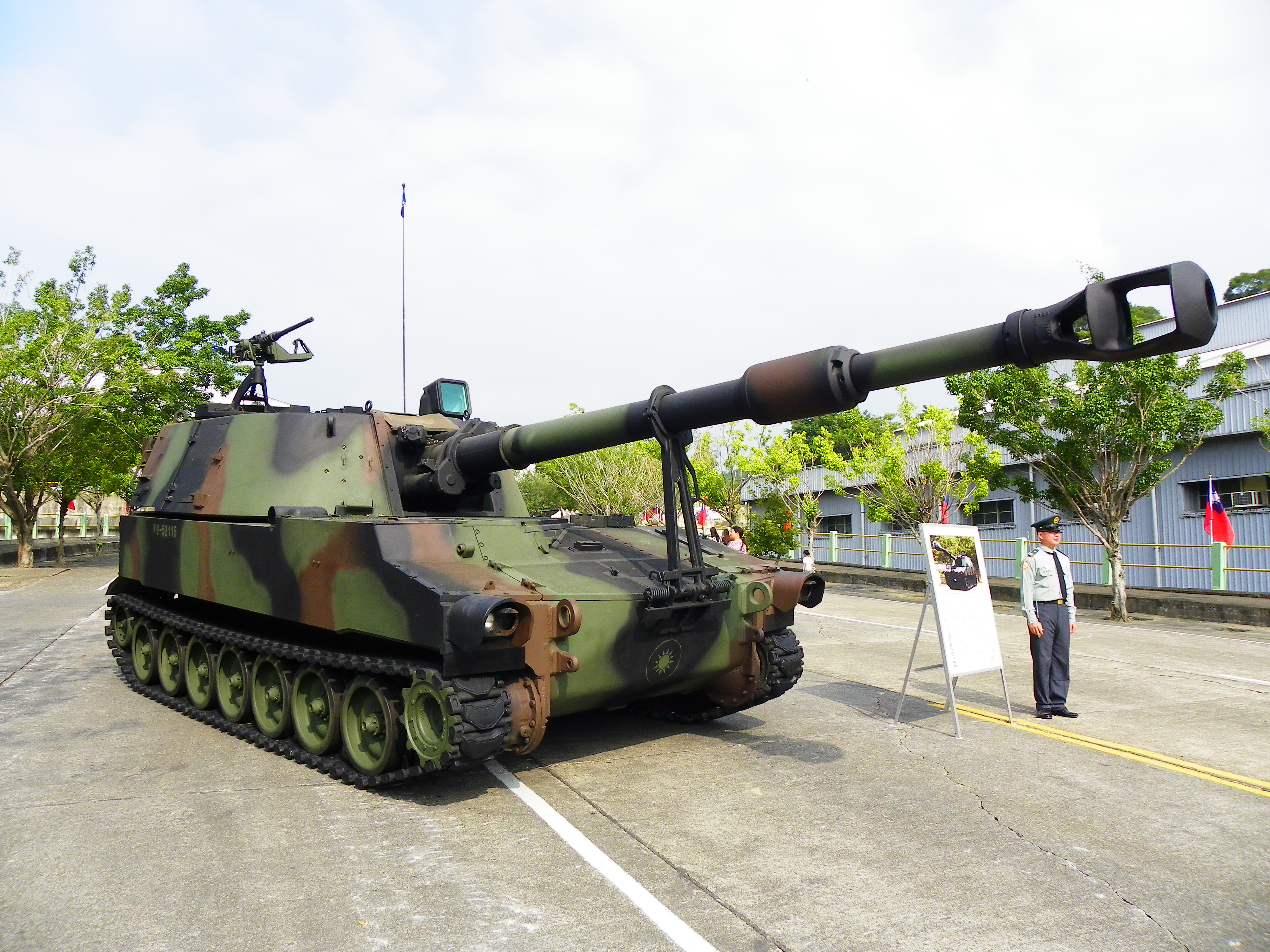
M109A2自走砲
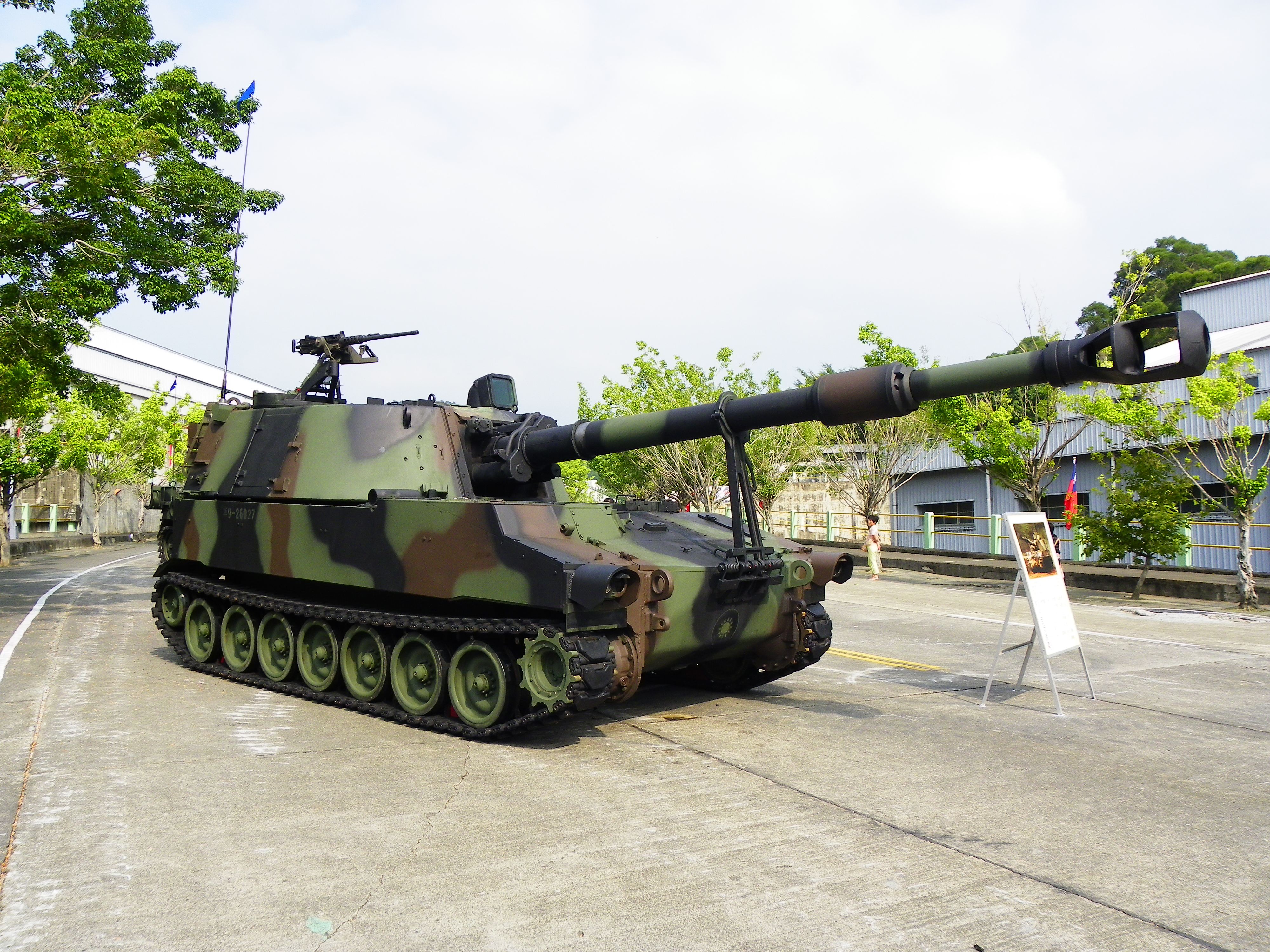
M109A5自走砲
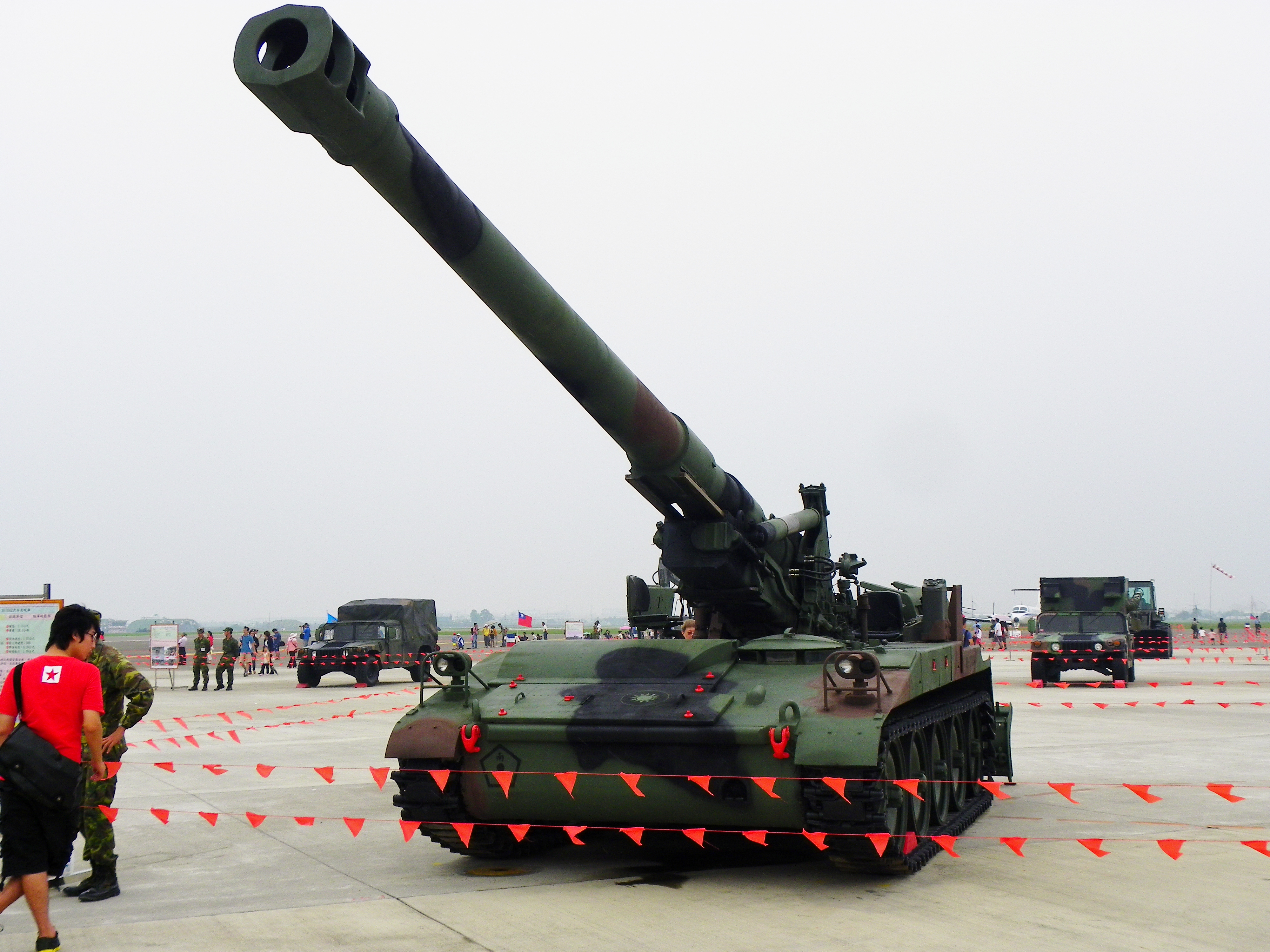
M110A2自走砲
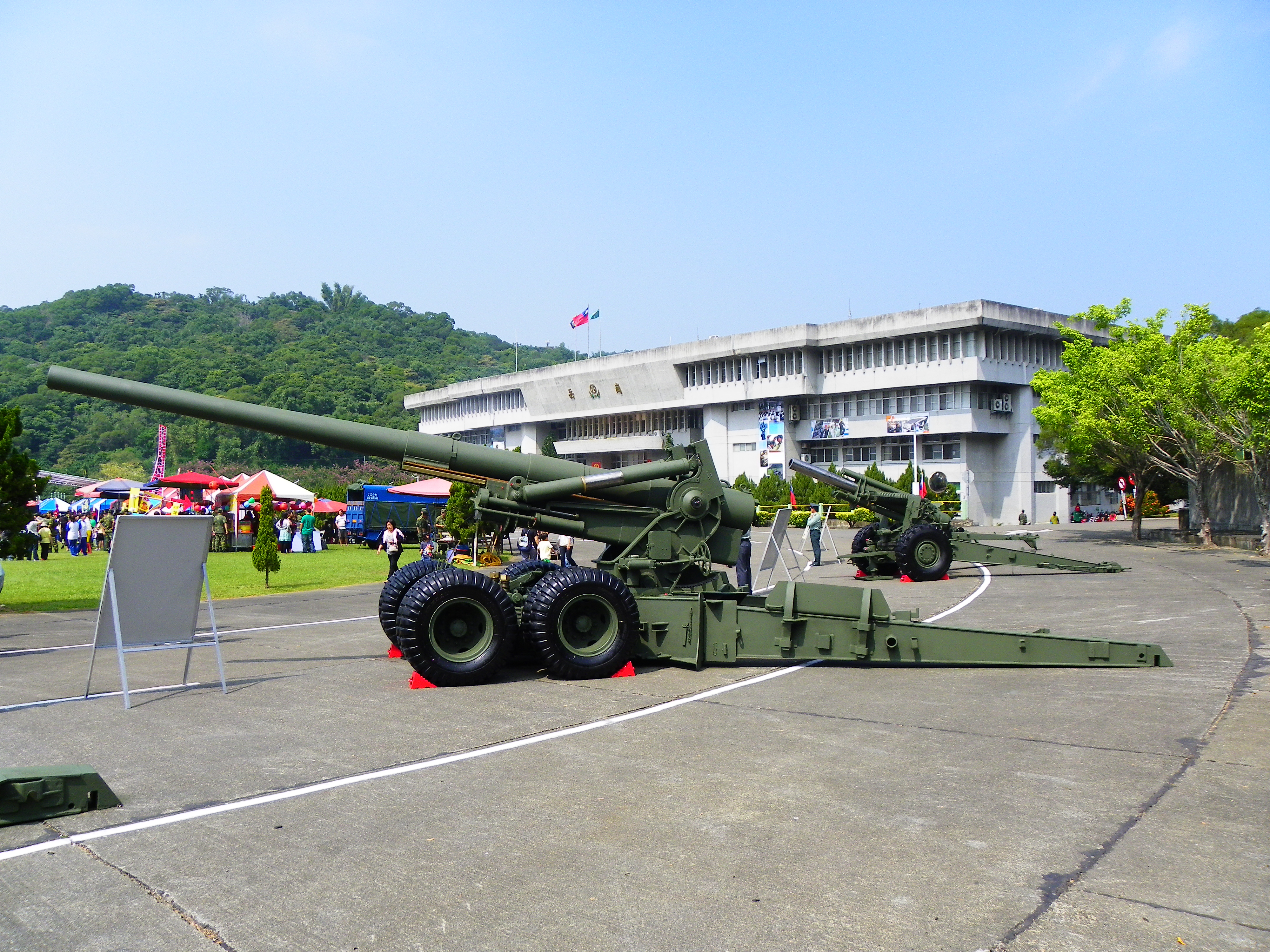
M59加農砲
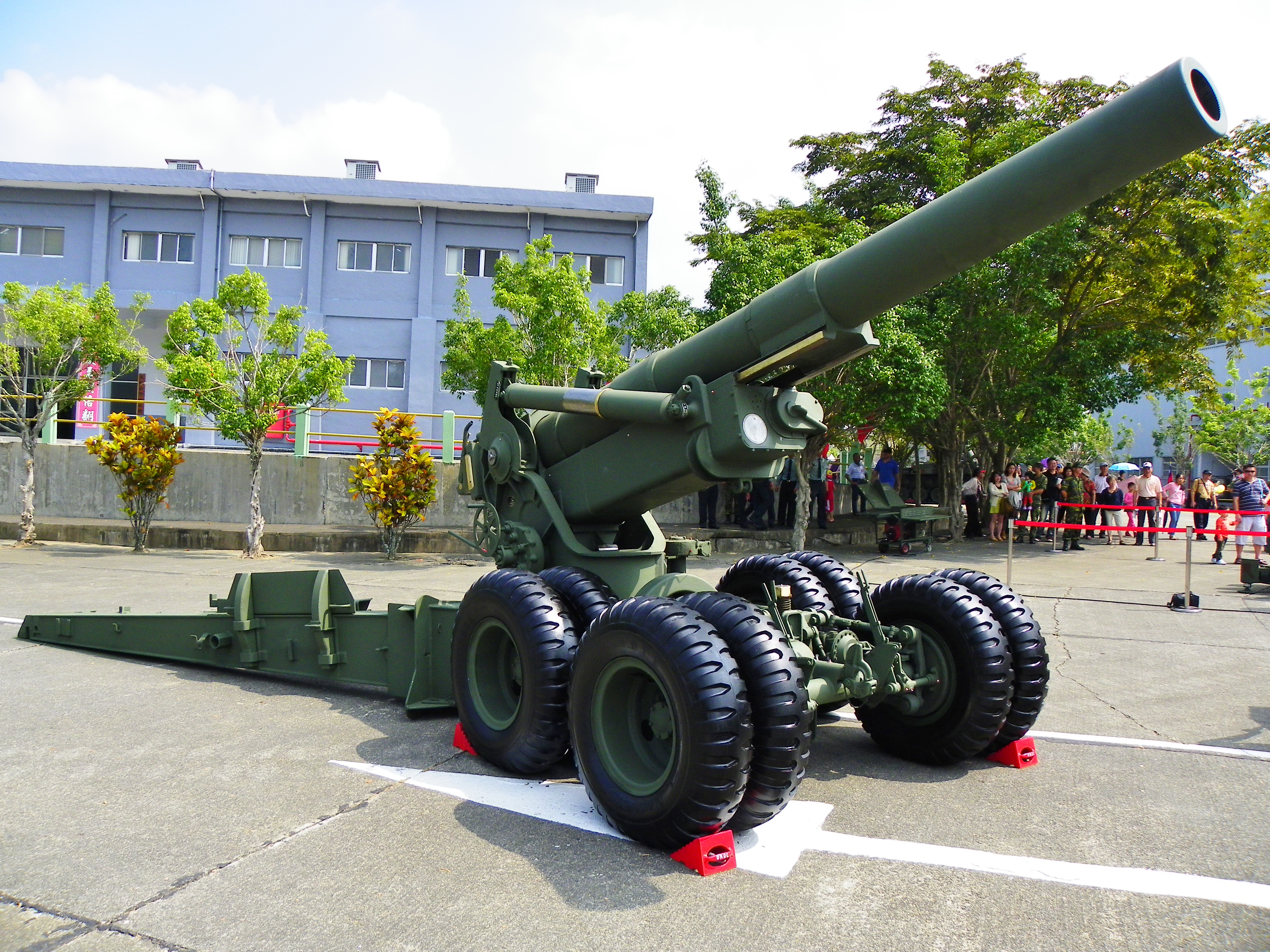
M115榴彈炮
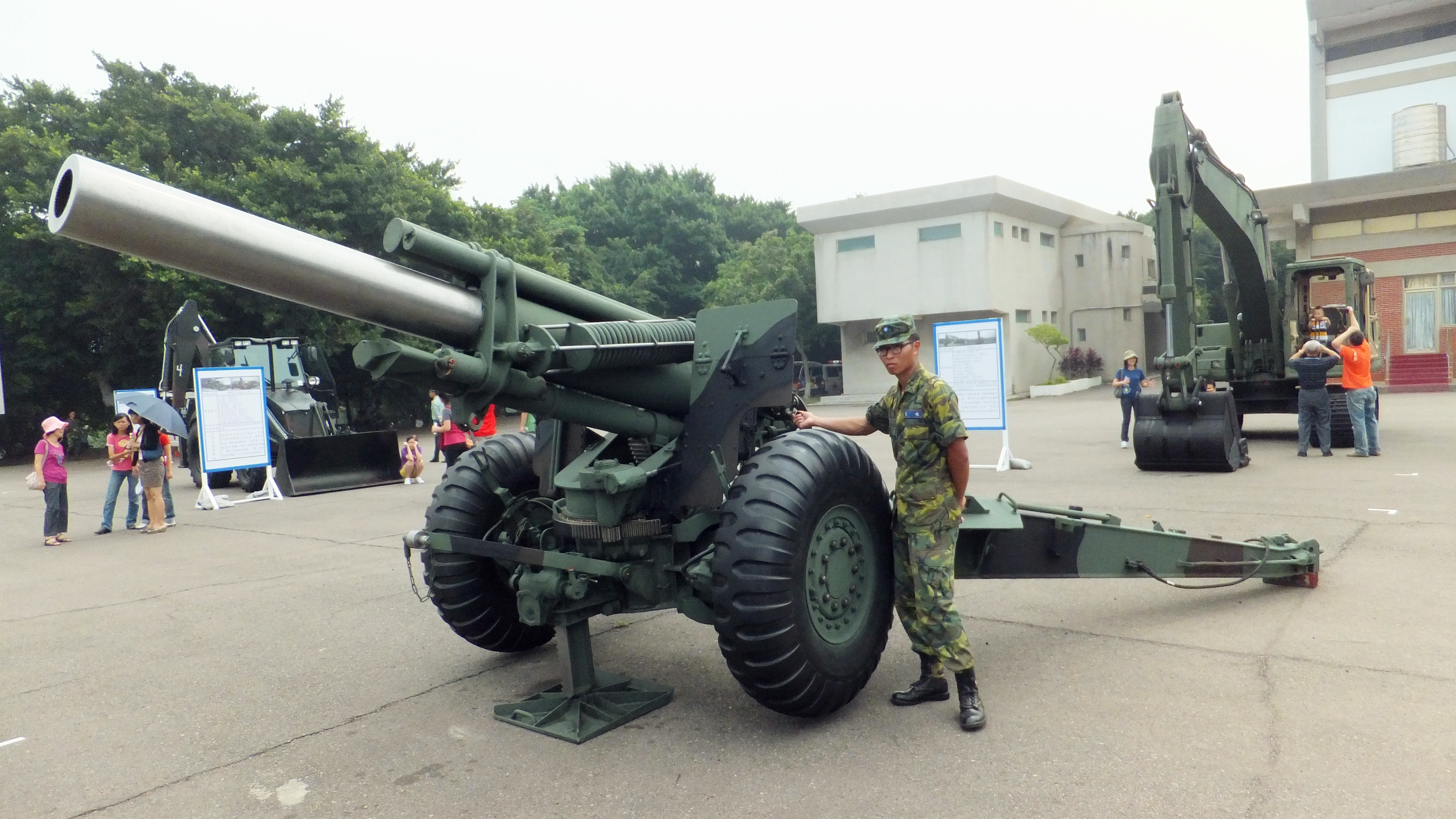
M114A1/T-65榴彈砲
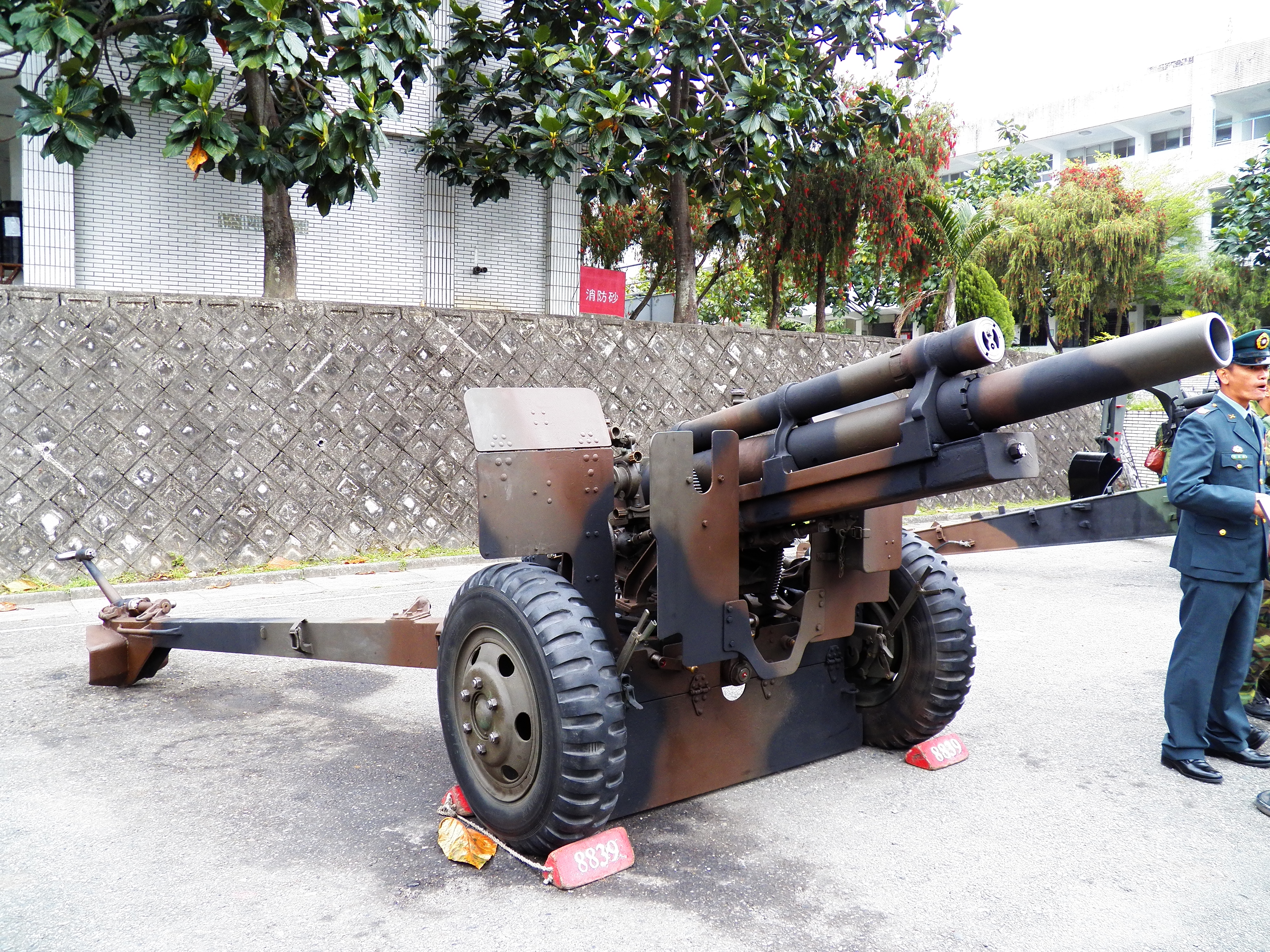
M101A2/63甲式榴彈砲
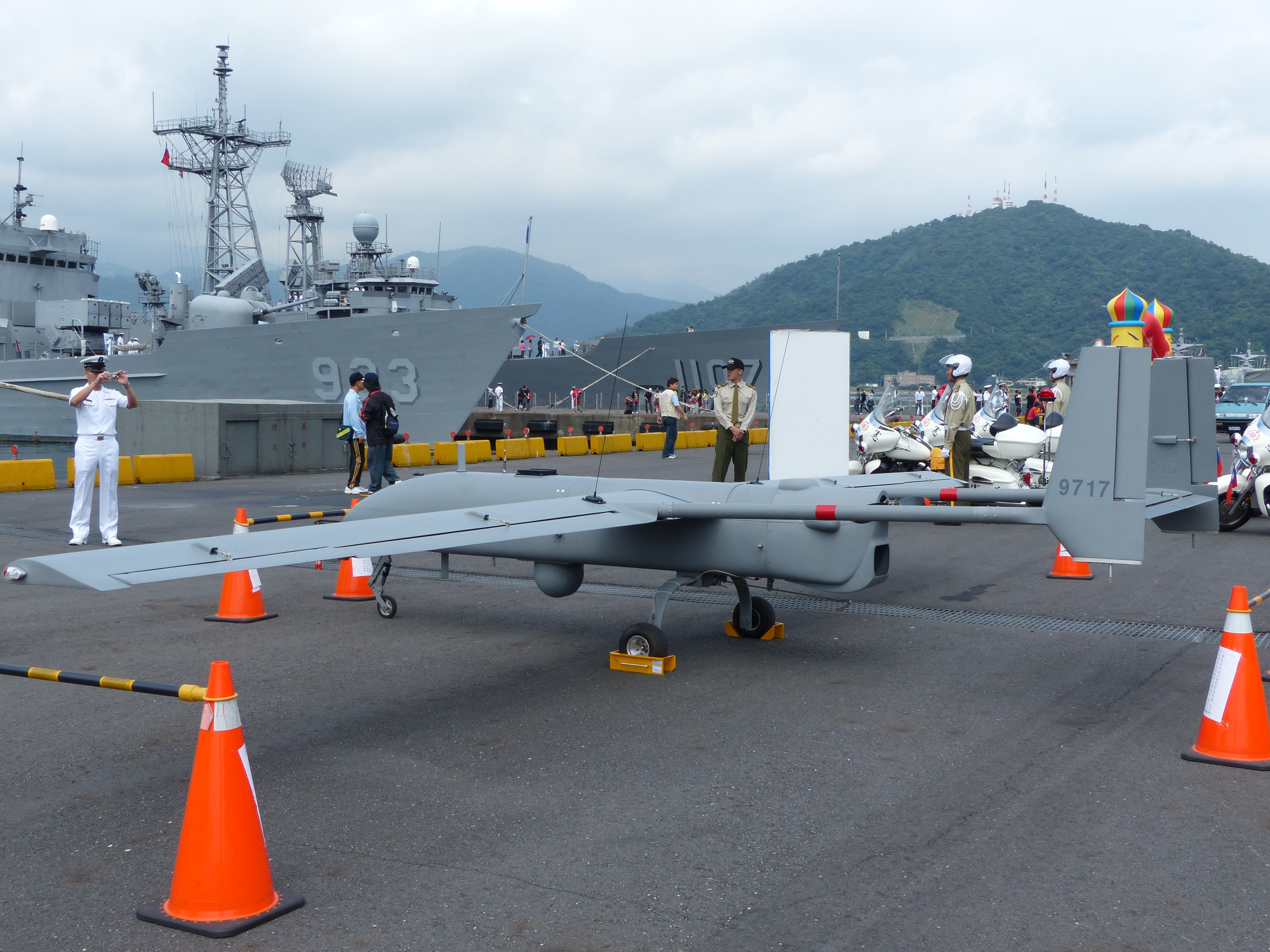
銳鳶無人機
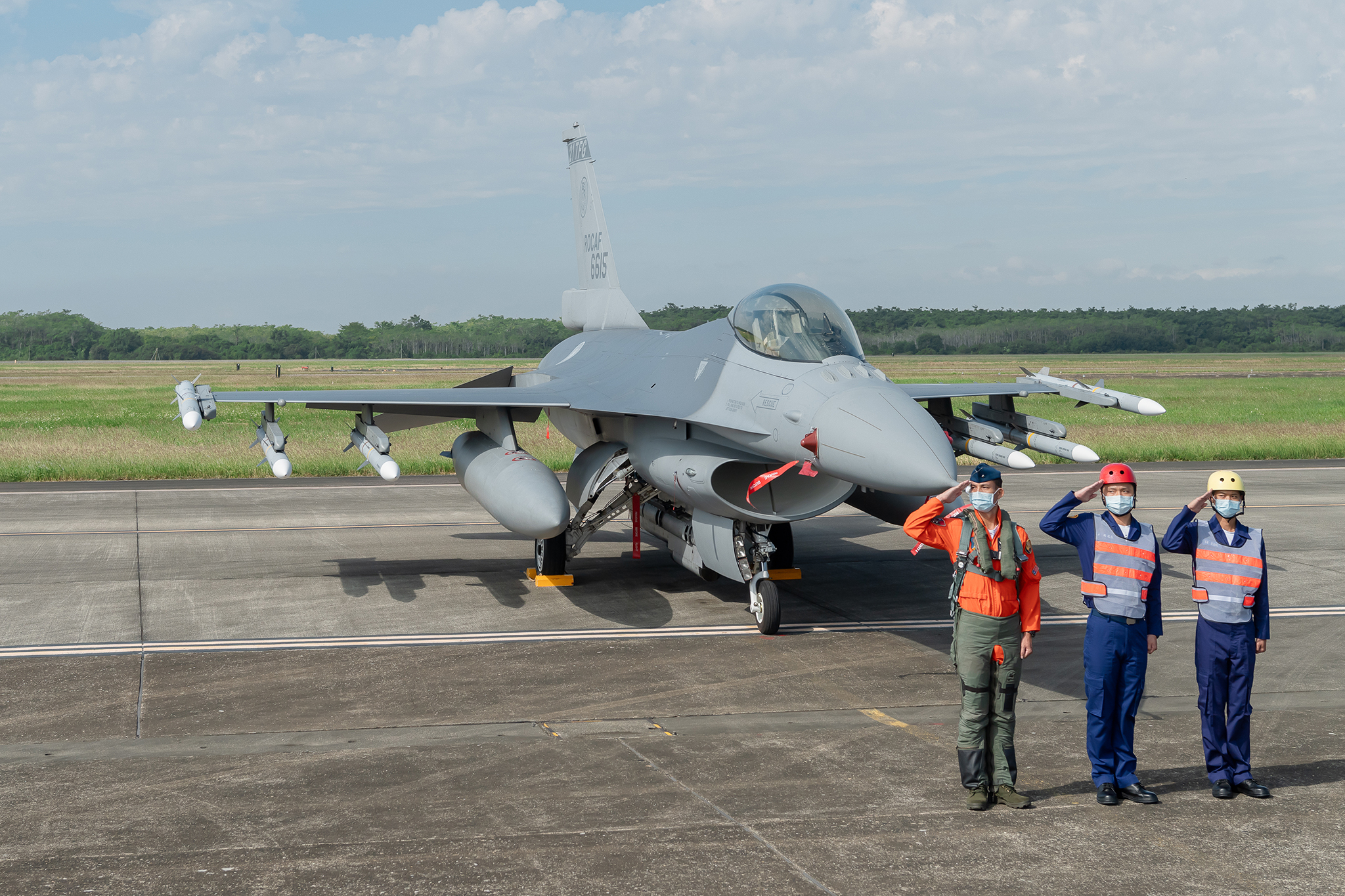
F-16V戰隼戰鬥機
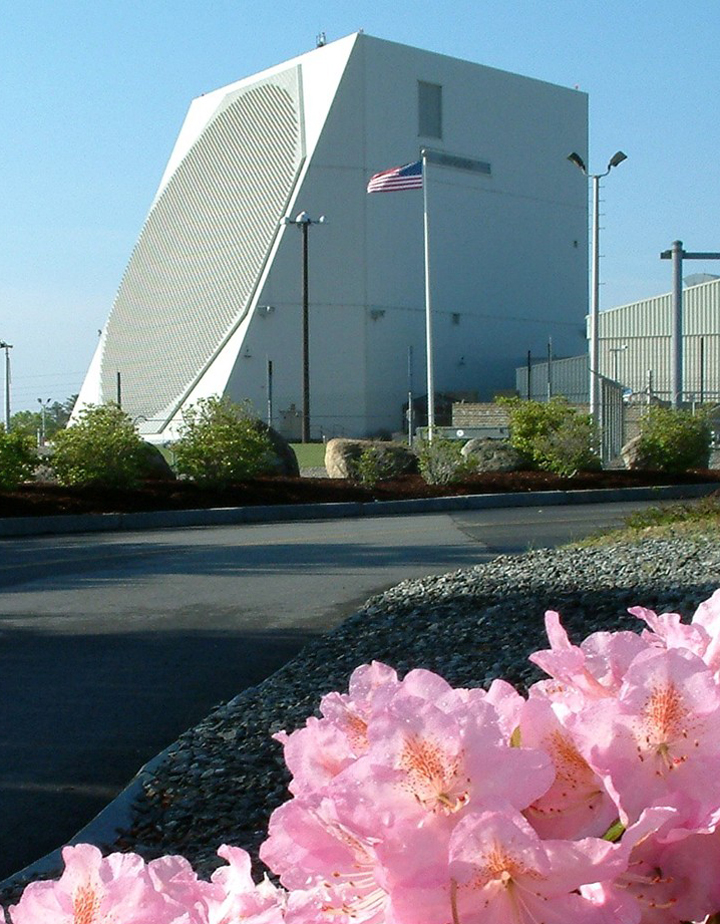
鋪路爪長程預警雷達

### 防衛應對及演習
對於解放軍頻繁活動，國防部研判是模擬演練對台灣島實施攻擊，以「備戰不求戰」做防衛應對。為反制解放軍演習，中華民國國防部啟動“愛國者三型”反彈道飛彈防禦系統，並運用空中偵巡兵力、海軍艦艇及海鋒大隊岸置雄風二型反艦飛彈與雄風三型反艦飛彈適切應處。
8月18日，國軍向媒體展示了國造自主研發生產的天弓三型防空飛彈機動發射架以及GDF-006 35公釐雙管高射炮。
陸軍金防部連續於8月2、3、4、11、12、17、18、19、24及25日5時至7時30分，在金門海域實施對海域空域實彈射擊。陸軍第十軍團指揮部在高美濕地陣地於8月4日實施重炮演訓與例行性火炮維護。馬防部與陸軍東引地區指揮部(以下簡稱東指部)於8月5日、6日於東引島執行「忠義演習」，進行夜間實彈射擊演訓。陸軍第八軍團指揮部、陸軍第四三炮兵指揮部、陸軍機械化步兵第三三三旅、陸軍花東防衛指揮部、陸軍臺東地區指揮部、海岸巡防署等單位於8月9日及11日於屏東縣枋山鄉楓港滿豐訓場執行「天雷操演」，進行重炮射擊演練。同日，位於雲林縣斗六市的陸軍砲兵訓練指揮部炮兵部隊測考中心，陸軍機械化步兵第二六九旅炮兵營在濁水溪南岸陣地田中訓場實施實彈射擊。陸軍澎湖防衛指揮部(以下簡稱澎防部)混合炮兵營、機械化步兵營、戰車營與裝甲騎兵營於8月24日、25日於五德地區進行「鎮疆演習」，模擬島嶼防衛作戰。除此之外，陸軍在9月5日於屏東縣展開年度「聯勇操演」。
8月5日，馬防部與東指部在東引島進行夜間射擊操練並發射曳光彈，疑似因此導致火燒山事故，現場濃煙烈焰範圍廣大，國軍宣布暫停演習。
8月6日、7日，海軍海上戰術偵蒐大隊的銳鳶無人機進駐屏東縣恆春機場並升空，疑似與解放軍無人機於台灣西南空域周旋對峙。海岸巡防署也在6日至13日8時至21時止，在東沙島海域實施對海域實彈射擊。
據媒體報導，海軍168艦隊左營號驅逐艦（DDG 1803）從8月6日起至9日止，在東部外海持續監控052D型南京號飛彈驅逐艦動態，並公開海軍監控共艦相關照片，並有影片曝光兩艦對峙，同時日本防衛省海上自衛隊十和田級補給艦也遠程監控。新聞引述《尖端科技軍事雜誌》，中華民國海軍基隆級左營號驅逐艦監控中國人民解放軍海軍南京號驅逐艦達約三日，在任務圓滿後返回港口整補。

### 反制民用无人机
美国之音援引台湾方面称，自佩洛西访问台湾之后，无人机多次进抵金門，并称这是中国大陸对台实施实战化封控军事演习的一部分。8月24日，大陸社群上流傳無人機拍攝到金門二膽島崗哨，影片顯示金门哨兵向无人机扔石头驱离。金防部核實16日發現一架民用型無人機，經通報及警示後，該架無人機即迅速飛離，金防部认为此為认知作战的一部分。28日，微博博主“台湾傻事”上传民用无人机飞略金門烈嶼營區并靠近岗哨的完整过程视频。金防部29日表示，發現民用無人機1批1架次，進入獅嶼地區禁限制水域上空；30日，於大膽、二膽、獅嶼地區發現民用無人機3批3架次，另外發現無人機1批1架次再次進入二膽地區，守軍遂進行防衛射擊驅離，至此始以實彈射擊反制；31日，於大膽、草嶼及烈嶼地區，發現民用無人機3批3架次。
9月1日，金防部表示1架不明民用無人機進入獅嶼地區，駐守部隊予以擊落，是陸軍首度擊落中國的民用空拍無人機。廈門市公安局、中國民用航空廈門安全監督管理局與廈門市氣象局共同發布關於第22屆中國國際投洽會期間加強民用小型航空器和空飄物管理的通告。依照慣例，為確保投洽會安全順利舉行，根據「通用航空飛行管制條例」、「廈門市民用無人駕駛航空器公共安全管理辦法」，宣布於9月3日至12日期間禁止在廈門起降無人機等小型航空器。
中華民國国防部宣布2023年部署无人机防御系统。29日，中华人民共和国外交部发言人赵立坚對此回應，中国的无人机飛到中国的领土，不值得大惊小怪。中華民國外交部晚間回應，台灣人民不歡迎這種賊，中國頻繁騷擾是「區域麻煩製造者」。白宮國家安全會議發言人柯比表示，如果情況屬實，美國不會接受北京試圖建立「新常態」的作為。陸委會表示，依照兩岸條例，大陸民用航空器未經許可進入金馬等外島限制區域。國台辦稱民進黨炒作議題，批極其荒唐可笑。

## 資訊戰
中華民國國防部称，根据其统计数据，中國大陸方面自8月1日至8日軍演前後共對台發佈272則假訊息，其中多以“擾亂軍民士氣”為目的，也有部分意在“營造武統氛圍”、“打擊政府威信”，顯示以軍事行動搭配認知作戰，對國軍進行恫嚇。政戰局副局長陳育琳少將稱，網路世界比真實世界更難分辨敵我與訊息真偽，且網路消息傳播快速、沒有時空限制，容易有很大的影響。
8月2日晚，裴洛西接近台灣的同時，中国中央广播电视总台创办的自媒体账号“玉渊谭天”发布消息称，中国人民解放军空军苏-35战机正在穿越台湾海峡。中華民國國防部随后发布新闻稿称其穿越台湾海峡传闻并非事实。8月11日，印度-加拿大私人资本合资的网络媒体“欧亚时报（The EurAsian Times）”引用所谓“中国与俄罗斯媒体网站”上流传的说法，称中国人民解放军空军的苏-35战机当时使用机载电子战系统成功致盲，台湾雷达没能发现苏-35战机；8月12日，《自由时报》引用中華民国空军的说法，称此报道并非事实。
8月4日，微信傳播「解放軍战机击落台伴飞战机」，中華民國國防部表示其為不實消息。另外，網路流傳大陸方面宣布要撤離在台陸人的消息，對此，陸委會證實該為假信息。而屏東警察局以「依違反社會秩序維護法第63條」把散播該不實信息的劉姓男子移送法辦。
8月6日，新华社公布了解放军东部战区部队所拍摄的蘭陽號巡防艦以及战斗机飞行员俯视台湾岛海岸线以及中央山脉的视频，也可看出蘇-30戰機機腹中線掛載霹靂-12飛彈，翼尖掛載R-73飛彈。花蓮漁民根據新華社照片推測，解放軍軍艦距離臺灣海岸線約16海里。有花蓮賞鯨業者稱，公佈的照片疑似為合成照片。對此，军事迷溫約瑟表示，從解放軍披露的照片研判，拍攝位置應為台灣東部花蓮外海20多海里處，未進入台灣領海。当晚，中科世通亨奇發出一張由SAR衛星在8月5日10時拍攝的衛星圖，稱當時南京艦與和平火力發電廠僅距離11.78公里（6.36海里）。中华民国军方《軍聞社》8月7日報導引述花蓮空軍一聯隊官兵說法指出，中共傳播“南京軍艦接近和平火力發電廠”屬假訊息，請國人不要上當。針對訊息，駐守花蓮基地的空軍第五戰術混合聯隊，以F-16V戰機持續執行巡弋任務。
8月7日，中国中央电视台军事频道公众号转发文章称中国人民解放军此次军演有十大突破：海军抵近台岛海岸线；空军俯瞰台湾海岸线和中央山脉；常规导弹穿越台岛；歼20参与军演；彻底打破了“海峡中线”；迄今距台湾岛最接近的军演；切断外力干涉；首次在台岛东部设靶场；组织了航母编队威慑演练；五大军种联合军事行动。其中为人民空军俯瞰台湾海岸线和中央山脉，并援引军事专家消息，战机在能见度特别好的情况下的目视距离是10-20公里左右的说法，分析得出飞机进入台湾领空。針對“解放軍軍艦已進入台灣12浬領海”的報道，中華民國國防部海軍司令部表示，此內容為假訊息。解放軍4天演習期間，國軍對解放軍軍艦全程監控，絕無解放軍軍艦進入台灣領海情事。另一方面，攝影師“孫瑋芒”表示，在能見度特別好的時候，制高點的目視距離可以達到100公里，憑著這張從解放軍軍機眺望中央山脈的影片截圖，來宣稱解放軍軍機進入台灣領空的說法不实。
8月15日，中国人民解放军东部战区发布消息和视频，称其在台湾岛周边海空域组织多军兵种联合战备警巡和实战化演练时，该战区空军飞行员俯瞰澎湖列岛。次日，中華民國國防部称，8月15日大陸解放軍發佈的東部戰區飛行員俯瞰澎湖群島的畫面，是透過在海峽中線一帶高空，用相機長鏡頭壓縮而成，乃是大陸運用認知戰等相關的伎倆，請國人不要被這樣的浮誇手法欺騙。而中国大陆有媒体称台军（中華民國國防部）的聲明為謊言。

## 影响

### 旅遊業
自由亚洲电台在台湾采访多位民众，他们对于军演無感，这几天从台湾到金门的航班，游客依舊很多，生活未受影响。

### 航運和漁業
为了确保航班安全，台灣國際航班被迫改道，漁業署和航港局呼籲船隻避開演習海域。中華民國交通部長表示，台灣每天共300個國際航班全受影響。根据桃园机场航班统计，8月4日抵达桃园机场的国际航班有28班取消、从桃园机场起飞的国际航班有12班取消，共计40班。台灣蘇澳區漁會表示，受解放軍在台海周邊軍演影響，蘇澳當地約有200艘漁船暫時3天不出海，漁獲經濟損失約新台幣5,000萬元。
8月6日，抖音、新浪微博、微信等社交平台傳有“多艘漁船駛往台灣”、“浙岱漁船在台灣島附近登陸”等信息，但据浙江省舟山市岱山县海洋與漁業局的通報表示，8月1日開捕以來該縣所屬漁船均落實管理，未駛入涉事海域，涉事船名號和MMSI碼非岱山籍漁船使用。

#### 對沖繩的影響
日本防衛省在8月5日的一份聲明中稱，兩架解放軍無人機於8月4日在沖繩縣附近飛行，航空自衛隊為此緊急出動戰鬥機予以回擊。同時，引起導彈墜落地附近的與那國島居民不安及自主停漁。與那國町漁業協同組合於8月5日決定，自該日起暫停捕魚活動直至8月8日。沖繩縣漁業協同組合聯合會於同日決定，全縣各漁業協同組合近期將請求日本政府敦促中國人民解放軍停止軍事演習。另有前往台灣高雄的貨船因解放軍軍事演習而未能及時抵達，被迫停泊在石垣島。

### 有关日本修宪
有报道认为，由于佩洛西访台和中国的军事行动，作为应对，日本有可能加大军事投入并且促使修改宪法来使日本拥有正常的军事能力应对。

### 澳大利亞啟動軍事計划
澳大利亞政府在8月3日宣布啟動「國防戰略檢討」計畫，將全面重整國防戰略、增強軍事實力，以因應當前澳大利亞與區域安全的迫切需要，嚇阻中國進一步軍事冒進。

### 國民黨率團訪问中国大陆
8月中旬，中國大陸方面在河南郑州舉行2022年兩岸關係研討會，約130人與會。國台辦主任刘结一以視訊致詞；中國國民黨訪問團中的大陸事務部主任林祖嘉也透過視訊與會。林祖嘉在会中表示，國民黨堅持「九二共識」、反台獨。陸委會18日回應称，中共的「九二共識」沒有中華民國存在空間。
中國國民黨在8月4日向陸委會報備申請訪問中國大陸，陸委會表示反對。中國國民黨副主席夏立言仍於8月10日率團出訪。國民黨回覆此團絕不會「訪問北京」、「會見大官」。24日晚間，夏立言與前國台辦主任、海協會會長張志軍餐敘，席間雙方就軍演問題、農產品檢驗檢疫問題、兩岸經濟合作框架協議（ECFA）早收清單、恢復小三通以及台商權益與投資保障等議題進行溝通。25日晚間，夏立言與國台辦副主任陳元豐餐敘，席間雙方就柬埔寨台灣民眾受騙事件等議題進行溝通。